# Carrière militaire de Francisco Franco au Maroc

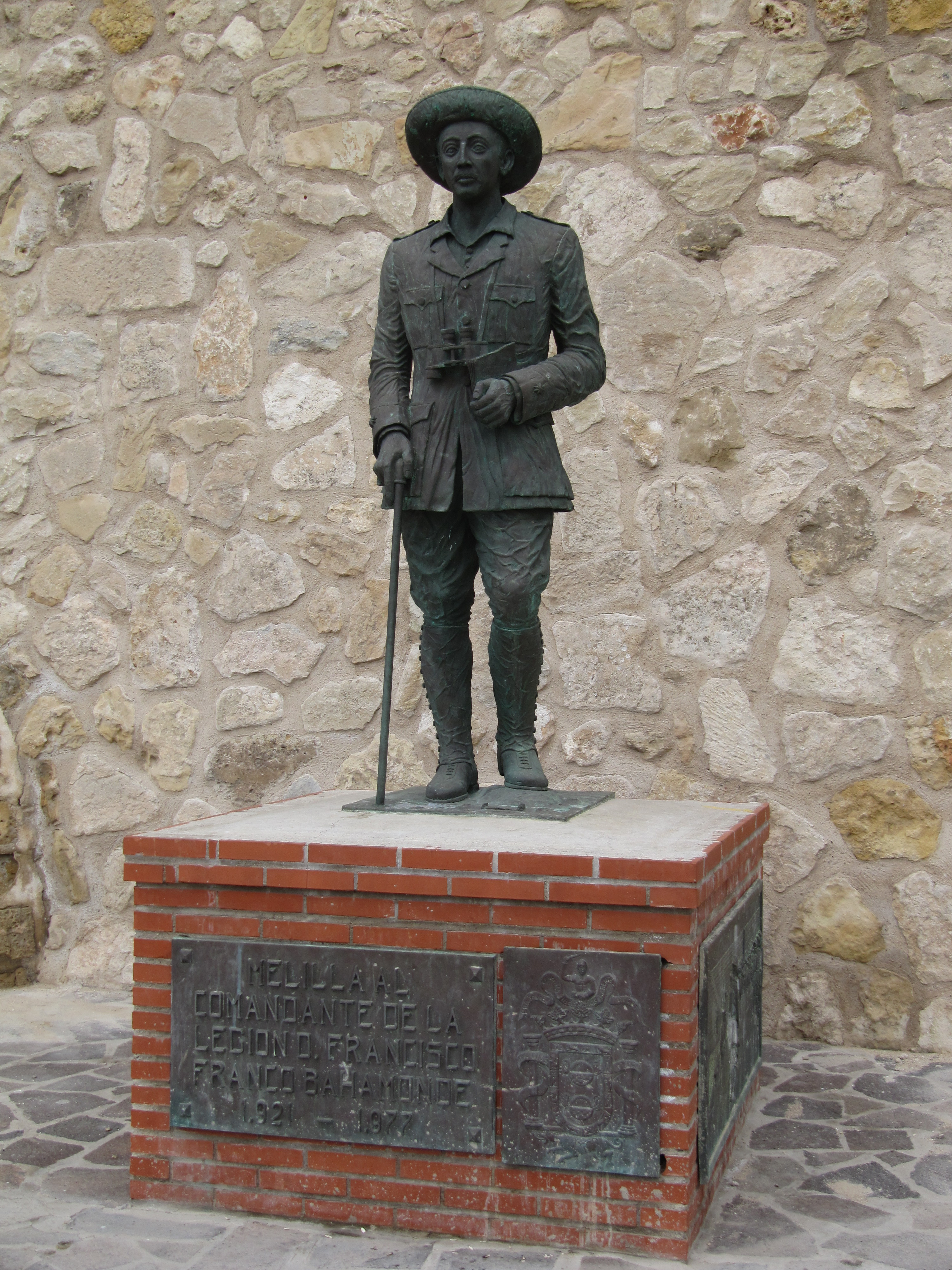
Statue de Francisco Franco à Melilla, classée bien d’intérêt culturel, mais retirée de l’espace public en février 2021.

La Carrière militaire de Francisco Franco au Maroc se déroula en deux étapes, d'abord entre 1912 et 1917 puis entre 1920 et 1926. 
Après s'être fait remarquer dans les rangs des Réguliers indigènes et promu commandant dès 1916, il participe à la création de la Légion étrangère en 1920. C'est au terme de ces deux périodes marocaines, entrecoupées d'une affectationde 3 ans à Oviedo, qu'en reconnaissance du rôle crucial qu'il a joué dans l’offensive d'Al Hoceima et de sa conduite ferme et résolue qu'il fut promu en février 1926 général de brigade, à l’âge de 33 ans, devenant alors le plus jeune général d’Espagne et de toutes les armées d’Europe. 

## Synthèse
Au terme de sa formation militaire à Tolède, l'enseigne Francisco Franco sollicita, et obtint finalement — après un prélude d’une année dans la garnison de Ferrol — son affectation au Maroc, où les troupes espagnoles tentaient non sans peine d’occuper le territoire assigné à l’Espagne par le traité d’Algésiras de 1906, puis par l’accord entre Paris et Madrid signé en 1912. La zone espagnole, la moins contrôlable qui soit, grande d’à peine 5 % du protectorat, constituée essentiellement du Rif, alignait sur 300 kilomètres une succession de sommets coupés de cols impraticables et était peuplée de tribus berbères hostiles à toute pénétration étrangère. C’était une affectation risquée (comme en témoigne le chiffre de 12 % de tués parmi les camarades de promotion de Franco), mais c’en était une aussi où l’avancement pour mérites de guerre promettait une carrière militaire rapide. Franco s’incorpora dans une armée espagnole dont l’équipement était déficient et suranné, les troupes démotivées et le corps d’officiers peu compétent.
C’est au Maroc que Franco devint un adulte mûr et forgea sa destinée personnelle — « sans l’Afrique, c’est à peine si je pourrais m’expliquer à moi-même », devait-il déclarer plus tard. Confronté aux turpitudes du milieu colonial et à l’âpreté des rapports entre les hommes, Franco se forgea une carapace de froideur, d’impassibilité, d’indifférence à la douleur et de maîtrise de soi. Au cours des dix ans et demi qu’il passa au Maroc, sa bravoure, son sens du commandement et ses vertus martiales lui assurèrent une ascension fulgurante.
Employé d’abord, à son arrivée en 1912, au sein des troupes ordinaires, dans un cycle continu de missions de reconnaissance, de protection des convois de ravitaillement et de surveillance des postes isolés, il demanda en avril 1913 à rejoindre les rangs des Réguliers indigènes, unités supplétives et troupes de choc qui se voyaient souvent confier les tâches les plus dangereuses. Pointilleux sur le règlement, dont il faisait cependant une application honnête, il se signala par sa vaillance, sa sérénité, sa lucidité sous la pression, son aptitude au commandement, sa témérité, sa combativité et par le soin qu’il portait à l’aspect logistique. Marchant au-devant du danger, il était enveloppé d’un halo d’invulnérabilité aux yeux des indigènes, qui le croyaient détenteur de la barakah, à l’origine sans doute de son futur providentialisme. 
Grièvement blessé en mai 1916 lors de l’opération d’El Bioutz, et après avoir été élevé au grade de commandant, ce qui faisait de lui le commandant le plus jeune d’Espagne, il fut versé en février 1917 dans le régiment d’Oviedo, où il fit la rencontre de sa future épouse. Ses fiançailles avec une jeune fille issue de la haute société asturienne lui permirent de doubler d’une promotion sociale ses avancements militaires. Il fit également la connaissance de Millán-Astray, qu’il aida à mettre sur pied en 1920 la Légion étrangère, qui allait bientôt se signaler par sa discipline de fer, la brutalité des châtiments infligés à la troupe et, sur le champ de bataille, par les cruautés commises à l’encontre de l’ennemi vaincu ; cette mentalité préfigure la dureté et l’esprit de vengeance affichés par Franco pendant et après la Guerre civile.
Au lendemain du désastre d’Anoual, où par l’impéritie de certains hauts gradés près de 10 000 soldats espagnols laissèrent la vie, Franco sut, comme commandant de la Légion, redresser la situation militaire et reconquérir en partie les positions perdues, ce qui lui valut un surcroît de prestige dans l’armée et une grande popularité auprès de la bourgeoisie et de la population espagnoles. 
Il assura le bon déroulement des opérations de reconfiguration du dispositif de défense espagnol dans le Rif, selon un redéploiement décidé par Primo de Rivera en vue d’une future offensive générale en synergie avec la France, dont l’étape clef sera le débarquement amphibie d’Al Hoceima de 1925. En reconnaissance du rôle crucial joué par Franco dans ladite offensive et de la conduite ferme et résolue qui avait été la sienne, il fut promu en février 1926 général de brigade, à l’âge de 33 ans, devenant le plus jeune général d’Espagne et de toutes les armées d’Europe. Il ne cessera de considérer que la présence espagnole au Maroc faisait partie de la mission historique de l’Espagne.

## Prélude: première affectation à Ferrol (1910-1912)

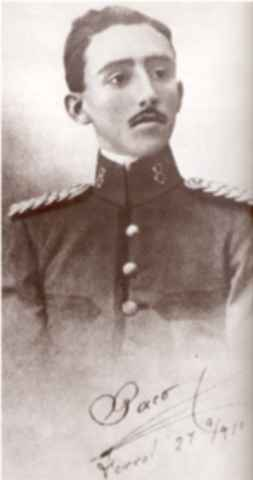
Franco en uniforme d’enseigne (1910).

Avant la Première Guerre mondiale, les conflits coloniaux étaient les seuls à pouvoir offrir une expérience de combat aux jeunes officiers européens, et, dans le cas de l’Espagne, le Maroc était l’unique lieu, l’unique champ de bataille où acquérir renommée et gloire ainsi qu’une promotion rapide pour mérites de guerre,. Le journaliste et écrivain Luciano Rincón (alias Luis Ramírez) remarqua avec sarcasme que le Maroc n’avait d’intérêt que pour l’armée, comme tremplin de carrière pour les jeunes officiers. Franco avait donc, une fois sorti diplômé de l’Académie de Tolède, et à l’égal de tous ceux de sa promotion, d’abord demandé une affectation au Maroc, mais une disposition législative récente interdisait d’envoyer là-bas les sous-lieutenants frais émoulus. Pour beaucoup, ce ne fut que partie remise, car le Rif sera un tombeau pour nombre d’hommes de la 14e promotion : selon les calculs de Bartolomé Bennassar, 36, soit environ 12 %, seront tués au Maroc, et le général Rafael Casas de la Vega avance même le chiffre de 44 ; 17 d’entre eux furent tués entre 1911 et 1914, alors qu’ils n’étaient que sous-lieutenants ou lieutenants.
Après que sa requête d’une affectation en Afrique eut été rejetée en première instance, non pas tant en raison de ses médiocres résultats à l’Académie militaire mais plutôt parce que, au regard de la loi, il n’entrait pas en ligne de compte pour un poste de combat au Maroc dans sa première année professionnelle, Franco sollicita et obtint d’être versé comme sous-lieutenant au 8e régiment d’infanterie d’El Ferrol, pour être près de sa famille. On accéda à sa demande et Franco passa donc deux années dans sa ville natale, où son amitié se resserra avec son cousin Pacón et avec Camilo Alonso Vega, qui resteront toujours fidèles à ses côtés.
Ayant pris son service le 22 août 1910, Franco ressentit très vite la monotonie de la vie de garnison, avec ses allers-retours entre la vieille caserne de Dolores et la maison familiale. Ses feuilles de service sont le fidèle reflet de cette médiocre existence de caserne — gardes, inspections, exercices convenus dans le cadre du service de semaine —, dont il ne pouvait rien attendre et qui ne comportait pas la moindre chance de parvenir à quelque réputation. Certes, ses supérieurs à Ferrol s’étaient avisés que Franco connaissait son métier, manifestait une capacité inhabituelle à l’instruction et au commandement, et se montrait ponctuel et strict dans l’exécution de ses obligations professionnelles. Surtout, il découvrait qu’il avait grand plaisir à commander les hommes, et exigeait d’eux un comportement irréprochable, tout en s’efforçant de ne pas commettre d’injustices. Aussi, en septembre 1911, au terme de sa première année, fut-il nommé instructeur spécial des nouveaux caporaux, responsabilité qui était prise très au sérieux. D’autre part, il prenait grand soin de sa tenue et ne manquait pas une occasion de monter à cheval, et de s’élever ainsi, fût-ce artificiellement, au-dessus des autres.
À Ferrol, il faisait montre d’une piété inhabituelle : très proche de sa mère, il la suivait dans ses exercices pieux, s’inscrivant notamment dans le groupe qui pratiquait l’adoration nocturne du Sacré-Cœur. Les biographes ne s’accordent pas sur la signification de ce dernier fait ; l’on ne sait s’il assistait à ces cérémonies par une authentique dévotion ou simplement pour se plier aux désirs de sa mère bien-aimée. Le plus commun chez les jeunes militaires espagnols était d’afficher peu de marques de religiosité, et Franco, quoiqu'il se soit toujours affirmé catholique apostolique romain, ne s'autorisa guère pendant de longues années à laisser libre cours à l’expression de ce sentiment. Bartolomé Bennassar pour sa part estime :

« Faut-il y voir la naissance d’une ferveur religieuse intense ? J’en doute fort […]. Au Maroc, un peu plus tard, Francisco Franco avait donné congé à sa piété. Les exercices spirituels du Ferrol, dans le contexte d’une année sans objectif, furent une manière de signifier discrètement l’amour que le fils portait à sa mère. »

Par ailleurs, il butinait quelques jeunes filles, composant à leur intention des vers de mirliton dans la tradition espagnole.
En 1911, Franco, Alonso Vega et Pacón sollicitèrent une nouvelle fois leur envoi au Maroc, et firent cette fois appuyer leur demande par toutes les recommandations possibles, y compris celle du père de Franco, Nicolás, qui voulut bien rédiger une lettre de recommandation ; mais l’appui le plus important vint de l’ancien directeur de l’Académie de Tolède, le colonel José Villalba Riquelme, à qui l’on venait de confier le commandement du 68e régiment d’infanterie stationné à Melilla et opérant dans la zone nord du Maroc, et qui obtint, après amendement de la loi, le versement dans son régiment des trois jeunes officiers,.

## Première période en Afrique: les Réguliers indigènes (février 1912-janvier 1917)
« Mes années en Afrique se présentent à mon esprit avec une force indéniable. C’est là qu’est née la possibilité de sauvetage de la grande Espagne. C’est là qu’a été fondé l’idéal qui aujourd’hui nous apporte ses fruits. Sans l’Afrique, je ne pourrais guère m’expliquer à moi-même ce que je suis, ni m’expliquer pleinement mes compagnons d’armes. »

— Propos de Franco au journaliste Manuel Aznar Zubigaray, 1938.
C’est au Maroc que Franco devint un adulte mûr et qu'il forgea sa destinée personnelle — « Sans l’Afrique, c’est à peine si je pourrais m’expliquer à moi-même », dira-t-il. Au cours des dix ans et demi qu’il passa au Maroc, sa bravoure, son sens du commandement et ses vertus martiales lui assurèrent une ascension rapide, jusqu’à atteindre, au bout d’une dizaines d’années au Maroc, le grade de général, faisant de lui le général le plus jeune d’Europe à cette époque,. Il allait acquérir une grande popularité dans la bourgeoisie espagnole et un prestige certain au sein de l’armée, ce qui lui valut, en dépit de sa jeunesse, de jouir d’un statut à égalité avec les généraux les plus installés et d’être un des militaires ayant le plus grand ascendant auprès de la population espagnole dans une époque clef de l’histoire du pays, la Deuxième République ; selon l’historien Stanley G. Payne, il réussit à devenir « la figure la plus prestigieuse de l’armée espagnole ».
La guerre d’Afrique eut pour conséquence d’élargir encore la fracture entre armée et société civile : d’un côté, par le pacifisme croissant de la majorité de l’opinion publique, beaucoup d’officiers se voyaient confirmés dans leur opinion que l’Espagne ne pouvait pas être gouvernée par des civils, de l’autre, l’armée était rejetée par les classes populaires, qui lui imputaient des milliers de morts, souvent des jeunes gens de familles humbles n’ayant pas été en mesure de s’acquitter de la « cote » (cuota) pour les exempter de service militaire. Ce rejet fut à l’origine de la Semaine tragique de 1909, et les protestations, perçues par l’armée comme antipatriotiques, gagneront encore en ampleur en 1911 devant l’intensification des campagnes militaires au Maroc.

### Contexte historique
Quand Franco arriva en Afrique, il se vit entraîné dans un conflit où s’entremêlaient les intérêts de l’Espagne, de la France et du Royaume-Uni principalement, et dans lequel l’Espagne s’engagea imprudemment, sous la pression d’une part d’une armée désireuse de se dédommager des récentes défaites subies dans les colonies d’outremer, d’autre part d’une oligarchie financière ayant des intérêts, essentiellement miniers, dans le Maghreb,. 
L’Espagne avait faussement cru, grâce au pacte secret de 1904 conclu avec la France, que le nord du Maroc, avec Fès et Taza, lui avait été adjugé. La question du Maroc fut ensuite réglée le 16 janvier 1906 par la conférence internationale d’Algésiras, où, estime Andrée Bachoud,

« les Espagnols, flattés d’être enfin associés à une négociation internationale après tant d’années d’isolement diplomatique, signent alors l’accord le plus négatif qui leur ait été proposé jusque-là, car il confirme leur autorité au Maroc sur le territoire le moins contrôlable qui soit : la chaîne du Rif, qui en constitue l’axe principal, aligne sur 300 kilomètres ses sommets coupés de cols impraticables. En outre, entre les deux versants sud et nord la communication est à peu près impossible, sinon par le territoire français. Cette zone est par ailleurs peuplée de tribus berbères hostiles depuis des siècles à toute pénétration étrangère. »

La population dispersée du protectorat espagnol se composait principalement de Berbères, accoutumés à une vie dure et misérable, mais en même temps extrêmement rétifs et belliqueux, chez qui prédominait l’idéal masculin du guerrier et pour qui la mort des ennemis était un motif de fierté. Souvent, ils guerroyaient contre le sultan au sud, dont l’autorité était acceptée tacitement, rarement imposée par la force. Dans la région orientale du Rif en particulier, les affrontements étaient pour ainsi dire constants, mais la plupart des Rifains étaient fortement divisés et s’affrontaient entre eux. La zone avait de modestes ressources minières et son agriculture arriérée pouvait à peine subvenir aux besoins de la population native, en considération de quoi l’entreprise espagnole constituait un exemple probant de ce que l’on pourrait nommer l’impérialisme anti-économique.

Le protectorat espagnol du Maroc.

En 1909, les Rifains attaquèrent les ouvriers qui construisaient la voie ferrée unissant Melilla aux mines de fer dont l’exploitation était imminente. L’Espagne envoya des renforts, mais elle contrôlait mal le terrain et manquait d’une base logistique. Ce fut l’origine du désastre de Barranco del Lobo de juillet 1909, qui avait si fortement impressionné les cadets de Tolède. La réaction espagnole, marquée par la victoire du Gourougou, avait permis d’étendre l’occupation de la zone côtière du cap de l’Eau jusqu’à la pointe Negri (à une trentaine de kilomètres de Melilla). Mais à partir de septembre 1911, le chef de la résistance rifaine El Mizzian reprit ses opérations de guérilla, causant de lourdes pertes à l’armée espagnole. Dans la métropole, la campagne de Melilla et l’exécution de l’anarchiste Francisco Ferrer avaient provoqué une grave crise politique et déterminé les anarchistes à mener avec plus de méthode et d’unité leurs luttes dans les usines et dans les campagnes, fondant en 1910 un syndicat qui va se révéler redoutable, la CNT. La France tenta d’exploiter la situation intérieure espagnole pour éliminer l’Espagne du territoire marocain, en occupant Fez en mai 1911, mais les Espagnols répliquèrent en occupant peu après Larache et Ksar El Kébir. En août, le président du Conseil José Canalejas prit prétexte d’une agression kabyle sur les bords du fleuve Kert pour donner mission à un corps de troupes d’élargir les frontières de la zone espagnole, nouvelle campagne contre laquelle la population espagnole protesta par l’insurrection de l’automne 1911.
En mars 1912, le sultan du Maroc accepta officiellement l’instauration d’un protectorat français sur tout le pays, et en novembre, Paris et Madrid scellèrent l’accord formel qui cédait à l’Espagne une certaine « zone d’influence », grande d’à peine 5 % du territoire, qui fut proclamée telle en février 1913, un an après l’arrivée de Franco en Afrique. En réalité, le protectorat espagnol, territoire morcelé et inhospitalier, dont le cœur est le Rif, massif montagneux habité par des Amazigh en perpétuelle révolte contre le sultan et contre toute autorité étrangère, n’était qu’une zone cédée à l’Espagne au sein de l’ensemble du Protectorat français du Maroc ; le plan s’inscrivait en effet dans la politique coloniale française qui recherchait la collaboration de l’Espagne pour contenir les Britanniques et faire échec à toute tentative de pénétration de l’Allemagne,. Les Espagnols avaient le sentiment de n’avoir reçu que des miettes du gâteau marocain, et l’armée espagnole, qui allait payer très cher la mise en place du protectorat dans cette région, en conçut une frustration certaine. Franco, malgré l’admiration qu’il éprouvait pour l’armée française pendant et après la Première Guerre mondiale, partageait ce sentiment, d’autant plus qu’il pointait du doigt la responsabilité de la France dans le déclenchement des révoltes rifaines.
La fréquence des combats et les très lourdes pertes espagnoles infligées par les Rifains révoltés rendaient nécessaires un renouvellement constant des cadres et la mise à contribution des jeunes officiers. Par son engagement au Maroc, Franco fut amené à faire partie de la caste dite africaniste, surgie au-dedans d’une autre caste, la caste militaire. En Afrique, des milliers de soldats et des centaines d’officiers avaient déjà péri ; c’était une affectation risquée, mais c’en était aussi une où la politique d’avancement pour mérites de guerre permettait de mener une carrière militaire rapide. Franco s’incorpora dans une armée espagnole dont l’équipement était déficient et suranné, les troupes démotivées et le corps d’officiers peu compétent, ces derniers se contentant de répéter les tactiques qui avaient déjà échoué dans les guerres coloniales antérieures.

### Arrivée à Melilla
Le 17 février 1912, Franco débarqua à Melilla en compagnie de Camilo Alonso Vega, camarade de promotion, et de son cousin Pacón, et fut versé dans le régiment d’Afrique no 68 que commandait Villalba Riquelme, son ancien colonel de l’Académie d’infanterie. Ses premiers engagements en Afrique furent des opérations routinières, consistant notamment à entretenir le contact entre plusieurs fortins ou à assurer la protection des mines de Bni Bou Ifrour. Il fut ainsi engagé dans le cycle ininterrompu des missions de reconnaissance et de protection des convois de ravitaillement et de surveillance des postes isolés, missions se situant dans le cadre étriqué d’une défense de territoire et de la nécessité de tenir quelques points stratégiques. Néanmoins, pour Franco et ses compagnons d’armes, qui apprirent d’emblée les rudiments de la guerre au Maroc, tout cela prenait des allures d’épopée, en plus de constituer un beau tremplin pour les militaires soucieux de faire carrière. Ils y trouvaient une guerre à la mesure de leur vision du monde, et tous vécurent avec la même emphase cet univers colonial.
Franco et ses compagnons avaient été nommés comme surnuméraires (« excedentes ») à la disposition du capitaine général du Maroc. Cette qualification de surnuméraire n’était, selon Bartolomé Bennassar, « que le masque de la tragédie à laquelle étaient destinés les jeunes officiers de l’infanterie espagnole » ; les pertes pour faits de guerre étaient alors si nombreuses que des brèches continuelles se creusaient dans les unités, qu’il fallait bien combler. Statistiques à l’appui, l’historien Ricardo de la Cierva affirme que les chances de survie d’un jeune officier dans la guerre du Rif était alors de moins de 20 %.
Melilla était alors une ville de bazars, de tripots, de lupanars, et la plaque tournante de tous les trafics, y compris la vente clandestine d’armes, d’équipements ou de denrées alimentaires aux insurgés rifains, et le détournement par certains officiers d’intendance d’une partie des sommes allouées pour la nourriture des soldats, tous trafics dans lesquels Franco certes se gardait de tremper,,. D’ailleurs, l’armée que vint rejoindre Franco en 1912 était pauvrement armée et équipée, avait une organisation déplorable et était fort mal dirigée. La nourriture et les provisions étaient de mauvaise qualité, l’eau potable était douteuse, et l’assistance médicale très déficiente. L’armée du protectorat était décimée par les maladies dues à des carences et les défaillances de l’hygiène, c’est-à-dire par le scorbut, la dysenterie, le tuberculose, le typhus et les affections dentaires. La plupart des officiers étaient médiocres, et bon nombre d’entre eux corrompus,. Confronté aux turpitudes du milieu et à la dureté des rapports entre les hommes, Franco se forgea jour après jour une carapace de froideur, d’impassibilité, d’indifférence à la douleur et de maîtrise de soi. Cependant, la révélation de la guerre fut pour Franco bien plus un bonheur qu’une souffrance et, comme il le reconnut sans ambages devant de nombreux journalistes, il se sentit heureux au Maroc.
Affecté à son régiment en qualité d’adjoint (agregado), il rejoignit le 24 février 1912 le campement de Tifasor, poste avancé sous les ordres du colonel Villalba Riquelme. Tifasor était très proche d’une zone peu sûre, la vallée du fleuve Kert, à l’ouest de Melilla, dans la zone orientale du protectorat, où sévissaient, par les œuvres du redoutable Améziane (El Mizzian pour les Espagnols), chef local ayant déclaré la guerre sainte contre la présence espagnole, des hostilités intermittentes depuis 1908. Le 19 mars 1912, à la suite de l’attaque contre une patrouille de police indigène, le général Aizpuru décida une contre-attaque obligeant les Rifains à abandonner leurs positions et à se retirer vers l’ouest, sur l’autre rive du Kert. C’est alors que Franco reçut le baptême du feu, quand la petite colonne de reconnaissance dont il avait le commandement pénétra en territoire hostile et devint la cible de tirs nourris de la part des rebelles. L’opération cependant fut un succès et le jeune Franco, dont la section avait tenu sous le feu, en éprouva une vive satisfaction,. Quatre jours plus tard, le régiment de Franco prit part à une opération de plus grande envergure destinée à consolider la rive droite du Kert et impliquant le mouvement de six colonnes, avec au total 11 000 hommes, de la cavalerie et vingt canons. Les troupes espagnoles, aucunement préparées à la guerre de guérilla et ne disposant même pas de cartes, tombèrent dans des embuscades, avec d’importantes pertes, sans obtenir rien de significatif,.
Ensuite, Franco prit une part active à la conquête de la position de Sammar, puis à sa fortification, opération qui se prolongea sur près de deux mois. Le 15 avril 1912, le bataillon de Franco fut expédié à Ras Médoua, poste avancé qui avait été occupé en mai 1911 et d’où les troupes espagnoles lançaient leurs incursions sur la rive gauche du Kert. Le 15 mai, il fit partie de la force de soutien commandée par Villalba Riquelme qui devait empêcher les rebelles de prêter main-forte aux hommes d’El Mizzian retranchés dans le village d’Al-Lal-Kaddour. Le général Navarro parvint à cerner les rebelles, et El Mizzian, pourtant réputé invulnérable, fut tué sur son cheval et sa troupe détruite. Dans cette opération, les Réguliers indigènes avaient constitué l’avant-garde et tenu le rôle principal, et deux lieutenants de cette unité, tous deux blessés, Miguel Núñez de Prado et Emilio Mola, furent élevés au grade de capitaine. Impressionné, Franco résolut de solliciter en avril 1913, à la faveur d’une vacance de poste, une place de lieutenant dans les forces régulières indigènes. Le 13 juin de cette même année, Franco fut promu lieutenant en premier, alors qu’il n’avait que 19 ans, unique fois du reste où il monta en grade par le seul effet de l’ancienneté, et reçut le 16 novembre sa première décoration militaire, la croix de première classe du Mérite militaire.
À la Noël de 1912, Franco bénéficia d’une permission, lui donnant la possibilité de participer à l’intense vie mondaine que connaissait alors la société militaire de Melilla, avec réceptions et asaltos (sorte de soirées dansantes) au casino militaire, fréquentés par les jeunes filles de la société militaire qui n’avaient pas encore de fiancé formel, et où les jeunes officiers préparaient secrètement leur avenir, promotions et mariages marchant en effet de concert, tout cela dans le respect tacite de la hiérarchie. Pendant cinq mois, tirant parti de la période de paix qui avait fait suite à la campagne du Kert et à la mort d’El Mizzian, Franco fit de fréquents va-et-vient entre le poste d’Al-Laten, où il avait été affecté début février 1913, et Melilla, où l’attirait la jeune fille qu’il avait rencontrée lors des fêtes de Noël, le premier et l’un des rares amours de sa vie, Sofía Subirán, alors âgée de 15 ans, fille du colonel Subirán, lui-même beau-frère et aide de camp du haut-commissaire, le général Aizpuru,,. Franco courtisa la jeune fille avec persévérance pendant six mois, cherchant à établir des relations sérieuses, susceptibles de conduire à des accordailles officielles. Sofía étant la fille d’un colonel, beau-frère de la plus haute autorité militaire du protectorat, l’ambition sociale était chez Franco, comme le remarque Bartolomé Bennassar, « du même côté que son cœur ». En 1978, face à un journaliste, Sofía se souvenait :

« Il était fin, très fin. Attentionné, un vrai gentilhomme. S’il se fâchait, il manifestait un peu d’humeur, mais avec finesse. Il avait bon caractère et était très aimable. […] Avec moi, il était exagérément prévenant, parfois même il me fatiguait. Il me traitait comme une grande personne, alors que je n’étais guère qu’une enfant. […] Non, il ne racontait pas de plaisanteries et il faisait encore moins de mots d’esprit. Il n’était pas très spirituel. Je crois qu’il était trop sérieux pour son âge. »

Franco cependant se refusait à danser, préférant de longues conversations « ennuyeuses » et la rédaction d’une abondante correspondance, souvent à sens unique. En effet, du 6 février au 5 juin, Paquito lui envoya un nombre impressionnant de cartes postales (une bonne centaine, dont elle garda 32) et de lettres (beaucoup plus intimes, au nombre de deux centaines). Après que Franco eut épousé Carmen Polo, Sofía décida dans les années 1960 de détruire ces courriers, sauf les cartes postales (qui furent publiées en 1978), ainsi que les nombreuses photos la montrant en compagnie de Franco,. Les missives de Franco restèrent tout à fait sans réponse à partir du 17 avril 1913, signe que sa tentative de conquête avait échoué,.

### Officier dans lesRéguliers
À sa demande, le 15 avril 1913, Franco fut affecté au régiment des Forces régulières indigènes, unité de choc de l’armée espagnole, formée de fraîche date sur le modèle français par le général Dámaso Berenguer et composée de mercenaires maures, dont au début un bon nombre étaient Algériens. En 1913, les Réguliers constituaient un corps encore expérimental, mais avaient déjà acquis, par leur bravoure et leur endurance, et par leurs succès et leur efficacité dans les opérations contre El Mizzian, une grande renommée et se voyaient confier régulièrement les tâches les plus dangereuses,,.
Franco quitta le camp d’Al-Laten pour Sebt, poste proche de Nador, à l’extrémité orientale du protectorat, où se trouvaient stationnées les seules forces indigènes que possédait alors l’armée espagnole. Attendu que le 16 juin 1913 parvint à Sebt un ordre urgent enjoignant aux Réguliers de s’embarquer à Melilla pour Ceuta, puis pour la petite ville de Tétouan, devenue capitale du Protectorat, dans la partie occidentale du protectorat, qui était à ce moment le théâtre principal des hostilités, Paquito disposa donc au maximum d’un mois pour s’adapter à son nouveau corps, où, parmi ses supérieurs hiérarchiques, figuraient Dámaso Berenguer, Emilio Mola et José Sanjurjo,.
En 1914, quelques mois après l’arrivée de Franco, l’un de ses premiers officiers, cette nouvelle force, organisée désormais de manière formelle, se composait de quatre unités, formées chacune de trois tabors, deux d’infanterie et un de cavalerie (l’effectif d’un tabor était proche de celui du bataillon). Il s’agissait de forces permanentes qui allaient être employées régulièrement comme troupes de choc. La solde de ces soldats était inhabituellement élevée pour attirer les recrues et décourager les désertions. Le commandement espagnol prit l’habitude d’engager les nouvelles troupes indigènes dans plusieurs colonnes différentes, afin d’en tirer le meilleur profit, ce qui aura pour effet une présence continuelle au feu des officiers qui commandaient ces troupes, dont Franco.
Seuls les meilleurs officiers étaient choisis pour commander les Réguliers. Franco, par ses actions en 1912, avait démontré savoir garder la tête froide et mener ses hommes sous le feu ennemi. Il possédait les principales qualités : vaillance, sérénité, lucidité sous la pression, et aptitude au commandement. Certes, Il n’y avait pas lieu pour lui de développer une stratégie pointue ni des tactiques de guerre très élaborées, compétences qui du reste ne s’apprenaient pas alors pendant la formation dans les académies militaires espagnoles et n’étaient guère utiles dans sa trajectoire militaire du moment, les Rifains n’étant pas stratèges ni des érudits des tactiques de combat modernes. La mission des Réguliers consistait à mettre un coup d’arrêt au bellicisme des Rifains, qui, coutumiers de razias entre tribus et contre les occupants du moment, mettaient leur vie en jeu dans ces combats.
Les tribus du Nord menaient sans cesse des coups de main, embuscades, attaques surprise, etc. et les Réguliers étaient en permanence sur la brèche. Pendant trois ans, le lieutenant Franco contribua à pacifier la zone entre Ceuta et Tétouan, en servant constamment en première ligne et en participant à bon nombre d’opérations, la plupart sans grande ampleur mais souvent périlleuses ; pendant le seul mois de juillet 1913, Franco prit part ainsi à quatre opérations importantes. Prouvant qu’il savait où concentrer le feu pendant le combat et qu’il avait le talent de garantir le ravitaillement, Franco attira l’attention de ses supérieurs. S’il passait pour un ordonnanciste, un puriste des règles, ses hommes de troupe indigènes le respectaient pour sa bravoure et pour l’application honnête qu’il faisait du règlement militaire. Ainsi gagna-t-il leur reconnaissance, quoiqu’il fût très exigeant et fort peu aimable. Il s’efforçait d’instaurer une discipline de fer, et fut implacable face à l’insubordination , mais vivait personnellement sous le même code que ses hommes. Ainsi gagna-t-il leur reconnaissance, quoiqu’il fût très exigeant et fort peu aimable. D’autre part, si on ne lui connaissait aucune préoccupation intellectuelle, il montra au contraire un grand intérêt à se former en tout ce qui touchait à sa profession de soldat. Il tendait à s’isoler de ses compagnons, occupant ses loisirs à lire des traités militaires.
Pour sécuriser Tétouan, les Espagnols avaient établi une ligne de fortins entre Tétouan, Río Martín et Laucién. L’opération du 22 septembre 1913, qui avait pour but de renforcer la position au sud de Río Martín, tourna au drame quand une des compagnies subit l’attaque d’un détachement rebelle. Le capitaine Ángel Izarduy périt dans l’attaque, et pour récupérer le corps, une compagnie fut dépêchée, qu’une section de la 1re compagnie de Réguliers, sous les ordres de Franco, devait couvrir de son feu nourri. Franco s’acquitta parfaitement de cette mission, et le communiqué qui rendait compte de cette opération signala expressément le rôle et le nom de Franco. Le 12 octobre 1913, il se vit décerner la croix de l’Ordre du mérite militaire de première classe en récompense de sa victoire dans le combat le 22 septembre précédent, et le 1er février 1914, fut promu capitaine en considération de sa vaillance lors de la bataille de Beni Salem (Tétouan). 
Franco prit part à plusieurs actions dans le courant de l’année 1914, et en 18 mois, il était devenu un officier à part entière et avait acquis une compétence remarquable dans l’efficacité du feu, mais aussi dans la mise en place de supports logistiques, grâce au soin qu’il mettait à assurer le ravitaillement de sa troupe, au sein d’une armée qui négligeait totalement cet aspect ; en Afrique, à l’instar des guerres coloniales antérieures, il survenait plus de morts par suite de maladies que dans les affrontements armés. 
En janvier 1914, il joua un rôle notable dans l’opération contre Beni Hosman, au sud de Tétouan, où il s’agissait d’assurer la protection de douars attaqués et rançonnés par les rebelles de Ben Karrich, au moyen d'expéditions punitives contre tel sommet signalé, dont les rebelles furent alors expulsés après avoir subi de lourdes pertes. Le communiqué réserva une mention spéciale au lieutenant Franco, dont les qualités furent reconnues par ses chefs, notamment le général Berenguer. En mars 1915, à l’âge de 23 ans, il fut élevé au grade de capitaine pour « mérites de guerre », ce qui faisait de lui le plus jeune capitaine de l’armée espagnole,. Franco était déjà un officier rigoureux, d’une conscience professionnelle irréprochable, pour qui le respect de la discipline était un absolu, et qui faisait montre de capacité tactique. Dans les combats, il se distinguait par sa témérité et sa combativité, montrait de l’enthousiasme pour les charges à la baïonnette destinées à démoraliser l’ennemi, et prenait sur lui de grands risques en dirigeant les avancées de son unité. En outre, les unités sous son commandement ayant excellé par leur discipline et leur mouvement ordonné, il s’acquit « une réputation d’officier méticuleux et bien préparé, intéressé par la logistique, attentif à établir des cartes et à garantir la sécurité du campement ». 
Franco s’avisa que les commandants n’obtenaient le respect de la troupe que s’ils faisaient eux-mêmes preuve de bravoure, et que le nombre élevé de désertions, voire de mutineries, étaient en rapport étroit avec l’échec des opérations, la défaite ou la retraite. Sur le champ de bataille, Franco ne reculait donc jamais et conduisait ses hommes à la victoire quoi qu’il en coûte, parce qu’il savait que la défaite ou la retraite les fera déserter ou se retourner contre lui. 
Franco paraissait se revigorer sous l’effet d’une vie et d’une mission normalement démoralisantes, auxquelles la plupart des autres officiers cherchaient à se soustraire chaque fois qu’ils pouvaient. Par ailleurs, dès cette époque, il fit preuve d’un caractère imperturbable et hermétique, qu’on lui connaîtra ensuite durant toute sa vie.
À la fin de l’année 1915, il jouissait déjà d’une réputation exceptionnelle parmi les Rifains. Il était enveloppé d’un halo d’invulnérabilité aux yeux des indigènes, qui le croyaient détenteur de la barakah ; paraissant dédaigner toute précaution, il marchait à l’avant de ses hommes sans tourner la tête,, et c’était aussi en manière de défi qu’il porta, dès qu’il fut habilité à diriger à cheval ses hommes, son choix sur un cheval blanc, qui faisait de lui une cible facilement repérable,. Des membres de sa troupe en vinrent à déclarer qu’avec Franco au commandement, on ne perdait pas les batailles, et que lui-même sortait toujours indemne des escarmouches,. Il est à noter qu’à la fin de l’année 1915, sur les 42 gradés qui s'étaient portés volontaires pour servir dans les forces régulières indigènes de Melilla en 1911 et 1912, seuls sept étaient encore indemnes, dont Franco,,,. Sans doute cette expérience fut-elle à l’origine de ce qui deviendra plus tard son providentialisme, c’est-à-dire sa conviction non seulement que tout était entre les mains de Dieu, mais aussi qu’il avait été élu par la divinité pour accomplir un dessein spécial,.
Au cours des années 1912-1915, si l’emprise espagnole sur le protectorat restait limitée, elle s’était cependant accrue par la création de poches de sécurité autour des villes importantes — Tétouan, Melilla, Ceuta, Larache —, autour des mines de fer proches de Nador, et le long du chemin de fer qui les desservait, encore que la région de Larache soit demeurée peu sûre. Au cours des années 1912-1915, la politique du gouvernement espagnol visant désormais à éviter tout conflit, des pourparlers secrets furent engagés avec les caciques locaux, qui aboutirent à un accord avec le chef rebelle El Raïssouni, que celui-ci respectera tout au long de la Première Guerre mondiale. En dépit des actions allemandes de sabotage et de fourniture d’armes aux rebelles de la zone française, parfois avec l’aide d’officiers espagnols pro-allemands, une paix quasi-totale régna dans la partie occidentale du protectorat à partir d’octobre 1915 et jusqu’en avril de l’année suivante,.

### Blessure à El Bioutz et convalescence à Ferrol
En avril 1915, le général Berenguer confia à Franco l’organisation d’une nouvelle compagnie, puis le 25 avril, Franco s’étant s’acquitté avec grande diligence de cette mission, lui en donna le commandement. Franco prit part avec son régiment à une série d’accrochages près de Larache. Significativement, les officiers de sa nouvelle unité le choisirent pour trésorier de leur bataillon, fait notable compte tenu des abus qui se produisaient dans les autres unités. 
Au printemps de 1916, le calme relatif prit fin avec la rébellion de la puissante cabila d’Anjra, position partiellement fortifiée sise sur la colline El Bioutz, dans le nord-ouest du Protectorat, entre Ceuta et Tanger. Très proche de la côte, ce foyer rebelle, actif et puissant, financé par les services secrets allemands, menaçait la zone internationale de Tanger et s’efforçait d'isoler Ceuta. L’opération contre Anjra, la plus vaste jamais lancée par les autorités espagnoles, conçue d’un commun accord entre le général Jordana et Raïssouni en mai 1916, consista à faire avancer trois colonnes vers un même point et mettait en jeu des forces d’une importance exceptionnelle ; le corps de troupe du général Milans del Bosch, qui se rapporte directement à Franco et qui faisait partie de la colonne principale, comportait à lui seul un effectif de près de 10 000 hommes espagnols, en plus des Réguliers,. En face, les insurgés disposaient d’une puissance de feu plus grande que d’ordinaire, y compris plusieurs mitrailleuses. Les troupes espagnoles se retrouvèrent bientôt devant Anjra et le tabor dont faisait partie Franco reçut l’ordre d’attaquer, ce qu'il fit avec détermination. En dépit du feu ennemi intense, le tabor atteignit la première tranchée et, luttant au corps à corps, réussit à s’en emparer. Cependant, dans le combat pour enlever cette position, les deux premières compagnies furent décapitées aussitôt, et le commandant du tabor de Franco fut tué. Prêchant l’exemple, Franco se saisit du fusil d’un des soldats tués à ses côtés, quand il fut atteint à son tour d’une balle à l’abdomen. Cependant l’élan n’en fut pas brisé et les objectifs fixés furent atteints, mais au prix de très lourdes pertes pour la 3e compagnie : 56 hommes tués ou blessés sur les 133, et la perte de la majeure partie des officiers. Franco, malgré la gravité de sa blessure, eut encore la présence d’esprit de confier à l’un de ses compagnons les 20 000 pesetas destinées à la solde des hommes et dont il était porteur.
La balle avait traversé le ventre de Franco, frôlé le foie, et était ressortie dans le dos, provoquant une forte hémorragie. Franco fut emmené à l’infirmerie de campagne, avec onze autres blessés, jugés comme lui intransportables et dont sept devaient perdre la vie. Franco ne put être transporté sur l’hôpital militaire de Ceuta que seize jours plus tard, le 16 juillet 1916,,.
Le communiqué du tabor précisa qu’il s’était distingué par « son incomparable courage, les dons de commandement et l’énergie qu’il avait déployée dans ce combat »,. Un télégramme du 30 juin émanant du ministère de la Guerre faisait parvenir au capitaine Franco les félicitations du gouvernement et des deux Chambres. Il fut proposé pour la fameuse Laureada (croix laurée) de l’ordre de Saint-Ferdinand, mais après examen par la commission, elle ne lui fut pas décernée. Le ministère de la Guerre justifia sa décision par le nombre élevé de pertes (nonobstant que ce ne fût pas Franco, mais ses supérieurs qui avaient donné l’ordre de l’assaut frontal) et par le fait que Franco s’était trouvé hors de combat très tôt, c’est-à-dire sans avoir pu participer à la phase décisive. Plusieurs années plus tard, une fois gagnée la Guerre civile, et lui-même proclamé Caudillo de España, il se décernera la Laureada lui-même. Pour l'heure, Franco s’adressa à toutes les autorités, y compris directement au roi Alphonse XIII, pour solliciter, en lieu et place de cette décoration, la promotion au grade supérieur, qui dans un premier temps avait été écartée à cause de son jeune âge. Grâce à l’avis favorable du général Berenguer, Franco réussit à faire accepter sa requête, et le 28 février 1917 fut nommé commandant, ce qui faisait de lui le commandant le plus jeune d’Espagne.
À l’hôpital de Ceuta, il reçut la visite de ses parents, qui avaient sur-le-champ effectué le voyage et se retrouvaient réunis pour la première et dernière fois depuis leur séparation de 1907. La convalescence se poursuivit dans de bonnes conditions, et le 3 août 1916, Franco put s’embarquer à Ceuta pour Ferrol, où il alla passer les deux mois de permission qui lui avaient été accordés et qui seront prolongés de quelques semaines,. Il réintégra son corps de Réguliers à Tétouan le 1er novembre 1916 pour y prendre le commandement d’une compagnie, mais n’exerça que très brièvement cette fonction, car, en l’absence de poste vacant pour un commandant chez les Réguliers, il quitta le Maroc à la fin de février 1917, pour se voir affecté comme commandant d’infanterie au 3e régiment du Prince, en garnison à Oviedo,.

## Intermède à Oviedo (1917-1920)

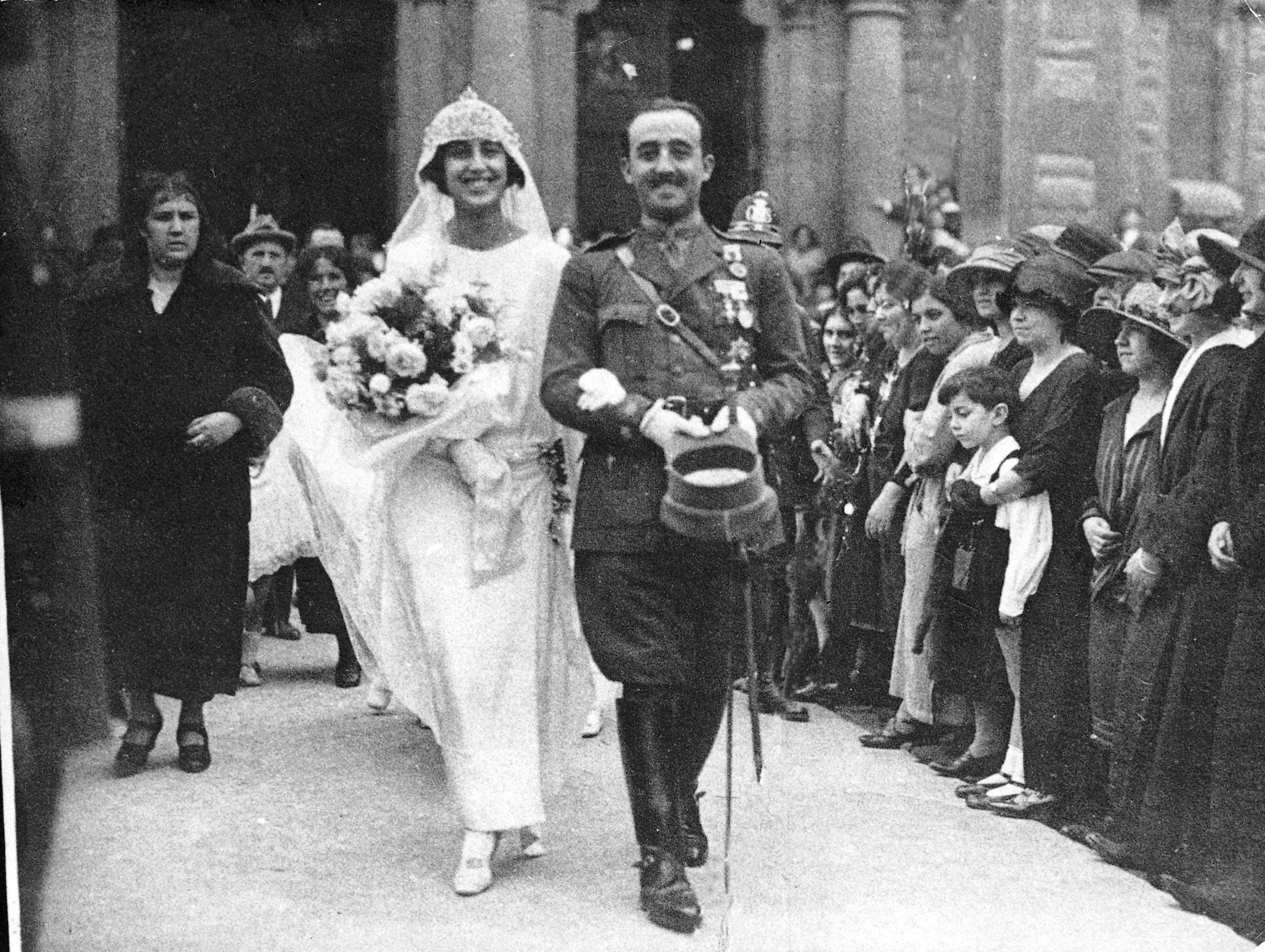
Mariage de Franco et Carmen Polo, Oviedo, 22 octobre 1923.

### Vie de garnison
Pendant les trois années où Franco était en poste à Oviedo, un affrontement commença à se faire jour au sein des forces armées espagnoles entre péninsulaires et africanistes. Les premiers considéraient abusifs les avancements pour mérites de guerre et dénonçaient le favoritisme dont ferait montre le roi envers les africanistes ; fort critiques quant à la profusion des décorations, des récompenses en métallique et des montées en grade au bénéfice des camarades faisant du service en Afrique du Nord, ils s’étaient regroupés dans les dénommées Juntes de défense, association d’abord considérée illégale mais bientôt légalisée, apparue lors de la crise de 1917 pour, en premier lieu, faire entendre un ensemble de revendications catégorielles tendant au maintien des privilèges du corps d’officiers et à l’application d’une échelle d’avancement indiciaire fermée, régie strictement par l’ancienneté, et accessoirement pour exiger la rénovation de la vie politique,. Les seconds, parmi lesquels Franco, jugeaient nécessaires ces avancements pour récompenser le travail risqué des officiers en Afrique et le professionnalisme de certains d’entre eux qui évoluaient, selon Franco, dans la « meilleure école pratique, pour ne pas dire la seule, de notre armée ». Dans un article de 1920, Franco écrivait :

« Mais, pour ne pas détruire cet enthousiasme [des officiers d’Afrique], pour ne pas tuer cet esprit que nous devons conserver comme un précieux joyau, il est nécessaire, il est indispensable que l’on accorde sa juste récompense au mérite en campagne ; autrement, on détruira à jamais cette stimulation des enthousiasmes qui périront étouffés sous le poids de la grille indiciaire dans la vie paresseuse des garnisons. »

À la caserne d’Oviedo, il était sensiblement plus jeune que beaucoup d’officiers au grade pourtant inférieur au sien, et seule une poignée d’anciens combattants de la campagne de Cuba pouvaient rivaliser avec lui sur le plan de l’expérience de combat. Beaucoup d’entre eux, qui avaient constitué des Juntes de défense, réclamaient l’abandon des promotions pour mérites de guerre et estimaient que les promotions de Franco avaient été trop rapides et qu’un grade de commandant à 24 ans était excessif. Sa jeunesse lui valut le surnom de Comandantín,.
Sa principale responsabilité à Oviedo était, en plus de la routine d’une garnison de province, de superviser la formation des officiers de réserve, tâche qui lui fut assignée eu égard à son renom d’homme de discipline et à son strict respect de la réglementation ; mais en vérité, il n’avait pas grand-chose à faire. Son vieux camarade de Ferrol Camilo Alonso Vega, ainsi que Pacón, le rejoignirent au bout d’une année. Plus tard, Franco assurera que pour la première fois de sa vie adulte, il avait le temps de lire, mais il n’y a guère d’information ni sur ce qu’il lisait, ni combien il lisait.
Avec persévérance, il construisait son personnage, faisant notamment chaque jour une promenade à cheval, en uniforme et en arborant ses décorations gagnées en Afrique. Avant sa conquête du pouvoir, l’un des ressorts de son action était le besoin de reconnaissance sociale ; doté d’un flair très sûr dans la sélection des gens qui pouvaient lui être utiles, il se lia d’amitié, à l’hôtel où il avait trouvé à s’héberger, avec un étudiant qui devint son premier et son plus dévoué hagiographe, Joaquín Arrarás. Les officiers de réserve dont il assurait l’instruction, souvent issus des classes de notables, lui servirent d’introducteurs dans les tertulias (salons) de la bonne société, p. ex. celle du marquis de Vega de Anzo, où il eut l’occasion de nouer quelques relations avec les personnages en vue de la société civile et de la vie culturelle, tels que le jeune professeur de littérature de l’université d'Oviedo, Pedro Sainz Rodríguez, qui devait devenir pour un bref laps de temps entre 1938 et 1939 ministre de l’Éducation du premier gouvernement Franco,.

### Entrée en scène de Carmen Polo
Franco était disposé à jouer un rôle dans l’élite sociale de la ville, encore que cela ne modifiât pas beaucoup les rigoureuses conditions qu’il s’imposait dans sa vie quotidienne. Il souhaitait contracter un bon mariage apte à faire pendant à sa carrière militaire. Sans être un chasseur de dot, il visait uniquement les jeunes filles de bonne famille et de haute condition sociale, c’est-à-dire une dame convenable, à l’image de sa mère. Pour lui, un tel mariage signifierait une promotion sociale, lui permettant de gommer le déclassement que lui avait fait subir son père en abandonnant sa famille, et d’ajouter ainsi à ses mérites personnels un environnement familial porteur.
C’est en 1917, à l’occasion d’une romería estivale (fête populaire traditionnelle) que Franco rencontra Carmen Polo, qui venait d’avoir seize ans et qui, d’allure distinguée, appartenait à une famille de vieille noblesse asturienne. Orphelines de mère, Carmen et ses sœurs étaient élevées par leur tante qui, très imbue de son appartenance à la haute société, veillait à ce que ses nièces et neveux reçoivent une éducation très raffinée ; ceux-ci fréquentaient donc les meilleures institutions religieuses, avaient des institutrices étrangères, et prenaient des leçons de chant et de piano. Carmen Polo, étroitement surveillée, était très religieuse, qualité qui attirait Franco. Elle suivait les cours d'un collège religieux très strict et songea un moment à entrer dans les ordres (des 23 filles de sa classe, seules trois ne finiront pas par prendre l’habit). Le père, Felipe Polo y Flórez, vivait de la rente foncière dans une confortable aisance, mais professait des idées libérales et une réserve certaine à l’égard de l’armée, s’opposant même à la guerre du Maroc.
Pour la séduire, Franco se présentait quasi quotidiennement à la messe matinale à laquelle assistaient les jeunes filles du Collège et suivait avec elles l’office avec tous les signes de la dévotion. Cette persévérance et son prestige naissant produisirent les résultats espérés,, à telle enseigne que les jeunes gens se mirent à échanger clandestinement de petits messages et trouvèrent ensuite le moyen de se rencontrer brièvement au logis du médecin de la famille (dont l’un des fils, Vicente Gil García deviendra plus tard le médecin personnel de Franco), ou même de se promener et de converser dans des lieux publics. Cependant, les lettres que Franco adressait à Carmen furent interceptées et transmises à la famille, et firent s’emporter la tante contre lui. Les Polo qualifiaient le commandant Franco d’« aventurier », de « torero », de « chasseur de dot », et résisteront longtemps avant de donner leur accord. Bartolomé Bennassar pourtant indique :

« La tante se trompait probablement lorsqu’elle ne voyait dans l’officier qu’un chasseur de dot. Même si Franco n’était pas indifférent à l’argent, il faut reconnaître que l’argent ne fut pas son dieu, ni même la cible préférée de sa carrière. Ce qu’il recherchait en revanche […], c’était la considération sociale et l’entrée dans une famille telle que les Polo, qui pouvaient lui assurer le label de grande marque sociale dont il était si soucieux. »

Carmen hésitait à s’engager, car, ainsi qu’elle l’expliquera plus tard, elle percevait alors en Franco une fixation sur la carrière militaire et une tentation permanente de retourner au Maroc.
Cependant, durant l’été 1919, lors de ses vacances à Ferrol, alors que ses fiançailles avec Carmen Polo n’avaient pas encore été officialisées, Franco fit une cour assidue à la reine des jeux floraux de la ville, María Ángeles Barcón, fille d’un riche industriel. Beaucoup plus tard, celle-ci déclara : « Malgré sa profession, il savait s’y prendre avec les jeunes filles. Il est vrai qu’il avait l’auréole d’un certain mystère […]. Il parlait peu, mais il disait juste. […] Je commençais à l’aimer. » Toutefois, son père mit brutalement fin à la liaison,,.
Le père de Carmen finit par transiger et permettre que Franco vienne visiter le domicile des Polo, sous la promesse toutefois que l’engagement formel ne soit pas annoncé avant un an, Carmen n’ayant en effet encore que 17 ans. Leurs rapports étaient à ce point avancés qu’elle put accompagner Franco à Ferrol pour y faire connaissance avec la mère de Franco, qui fut enchantée de la jeune fille à cause de son air agréable et de ses manières élégantes.

### Grèves de 1917 dans les Asturies
Franco fut témoin de la grève générale du 10 août 1917. Le mécontentement général provoqué par la cherté de la vie avait coalisé les deux grandes centrales syndicales, l’UGT socialiste et la CNT anarchiste, qui avaient signé un manifeste commun réclamant « des changements fondamentaux du système » et la constitution d’un gouvernement provisoire chargé de convoquer une assemblée constituante. L’arrestation des signataires déclencha des grèves durables dans tous les secteurs d’activité et dans plusieurs grandes villes d’Espagne, dont Oviedo. Les affrontements entre militaires et grévistes dureront une bonne semaine, sauf dans les Asturies, où le syndicat UGC comptait un grand nombre d’adhérents et où le mouvement au contraire gagna en vigueur, les mineurs réussissant à prolonger les troubles pendant près de vingt jours. Quoique la grève ait été d’abord non violente, le général Ricardo Burguete, gouverneur militaire de la province d'Oviedo, proclama l’état de siège, menaça les grévistes de les traiter comme des « bêtes sauvages » (como fieras), et envoya l’armée et la Garde civile dans les zones minières.
Le hasard ayant voulu que Franco se trouvait là où le conflit était le plus virulent, c’est lui notamment qui fut chargé de diriger la répression dans les Asturies, à la tête d’une colonne dépêchée dans le bassin houiller. Si quelques biographes tiennent que la répression exercée par Franco fut particulièrement brutale et préfigurait son comportement ultérieur, il apparaît toutefois que, aussi brutale fût-elle, elle ne devait pas l’avoir été davantage que celle exercée dans les autres régions étant donné que les documents de l’époque ne la singularisent pas par rapport aux actions répressives menées ailleurs. Mieux, il ne semble pas même que cette troupe ait exercé une quelconque répression militaire : la feuille de service de Franco ne fait mention à cette date d’aucune « opération de guerre ». Le Caudillo assura plus tard qu’il ne se commettait dans le secteur visité aucune action répréhensible, qu’il ne s’y passait absolument rien d’anormal, que les « hommes se promenaient », que « les enfants allaient à l’école », qu’il n’avait reçu « que des attentions » des mineurs et des maires socialistes, etc., ce qui apparaît crédible, attendu que sa colonne revint à Oviedo trois jours avant le début de la phase violente de la grève le 1er septembre 1917, qui suscita de la part de Burguete une répression très dure et même sanglante, avec 2 000 arrestations, 80 morts et des centaines de blessés,,. Néanmoins, certains ont voulu y voir les premiers signes d’une brutalité qui va se donner libre cours lors de la Guerre civile ; d’autres au contraire lui prêtent une prise de conscience à cette occasion des difficultés ouvrières. Franco affirmera que l’expérience de la grève générale lui ouvrit les yeux sur les problèmes sociaux du pays et éveilla sa sympathie pour les mineurs devant leurs dures conditions de vie ; en 1946, il prononça devant les mineurs des Asturies un discours condamnant à la fois le droit du travail en vigueur dans les démocraties et la répression des grèves. Quelques années plus tard, Franco déclara au journaliste britannique George Hills :

« J’en suis venu à me demander ce qui conduisait des personnes (convenables et normales) à la grève et aux actes de violence, et j’ai constaté les conditions épouvantables dans lesquelles les patrons faisaient travailler les ouvriers. Poussant me recherches, j’ai commencé à me rendre compte qu’il n’existait pas de solution facile. En conséquence, j’ai entrepris la lecture d’ouvrages abordant des sujets sociaux et des théories politiques et économiques. »

Mais, ainsi que l’observe Bennassar, si horrifié qu’il fût par les épouvantables conditions de travail des ouvriers et par le « triste abandon dans lequel le pays laissait sa classe travailleuse », il n’en avait pas conclu pour autant que la grève était légitime et exprima sa conviction de la nécessité de maintenir l’ordre et les hiérarchies en dépit de l’injustice sociale : « le souci de sa carrière explique très probablement son attitude : lorsque les orientations politiques coïncident avec ses intérêts de carrière, dont ce jeune homme a déjà une idée très nette, que ce soit au Maroc ou en Espagne, Franco se garde bien du moindre écart »,. Andrée Bachoud pour sa part observe que 

« les vérités tardives et les états d’âme rétrospectifs sont toujours suspects lorsqu’ils vont contre la cohérence psychologique et historique d’un personnage. En 1917, le commandant Franco est sous les ordres du général Burguete qui appartient à l’armée d’Afrique et en a les méthodes. Il ne semble pas qu’il ait ressenti le moindre désaccord profond avec les pratiques qu’il a vu employer depuis sa première affectation au Maroc. Son sens de la hiérarchie, abondamment célébré, l’éloigne de ce genre de faiblesses. Ses amours, de plus, le rapprochent d’une caste de possédants profondément hostile, par éducation et par intérêt, aux mouvements populaires qui la menacent directement. […] On peut affirmer, sans risque d’erreur, que Franco réprime la révolte des mineurs d’Asturies en officier convaincu et discipliné. »

Le fait d’avoir dirigé la répression dans la région où le conflit était le plus exacerbé lui apporta un surcroît de notoriété. Peu après, Franco fut une nouvelle fois envoyé dans le bassin houiller, cette fois après la fin de la grève, en qualité de juge et dans le cadre de l’état de guerre, pour juger des délits de violation de l’ordre public. À ce titre, il prit des sanctions contre des ouvriers et mineurs grévistes, prononçant des peines de prison à l’encontre de plusieurs d’entre eux, sans prendre en considération l’origine des violences, à savoir le licenciement des grévistes,.

## Seconde période en Afrique: la Légion (1920-1926)
Franco rencontra le commandant José Millán-Astray lors d’un cours de perfectionnement de tir en 1919 et le fréquenta assidûment par la suite. Millán-Astray exerça une grande influence sur lui et jouera plus tard un rôle déterminant dans sa trajectoire professionnelle. Ce personnage haut en couleur, qui faisait grande impression par son aspect physique — claudicant, éborgné, ayant une partie de la mâchoire détruite, et le visage et le corps striés de cicatrices — et qui venait de séjourner en France et en Algérie pour y étudier la Légion étrangère, était alors occupé à tenter de mettre sur pied ce qui allait devenir la Légion espagnole, en recrutant des proscrits sans considération de leur nationalité, qui pouvaient se racheter de leurs crimes passés par un séjour dans la Légion :

« Vous vous êtes levés d’entre les morts, car vous n’oubliez pas que vous étiez déjà morts, que vos vies étaient terminées. Vous êtes venus ici pour vivre une nouvelle vie pour laquelle vous deviez payer avec la mort. Vous êtes venus pour mourir. »

— Millán-Astray, salut adressé aux soldats incorporés dans la première compagnie de la Légion,.

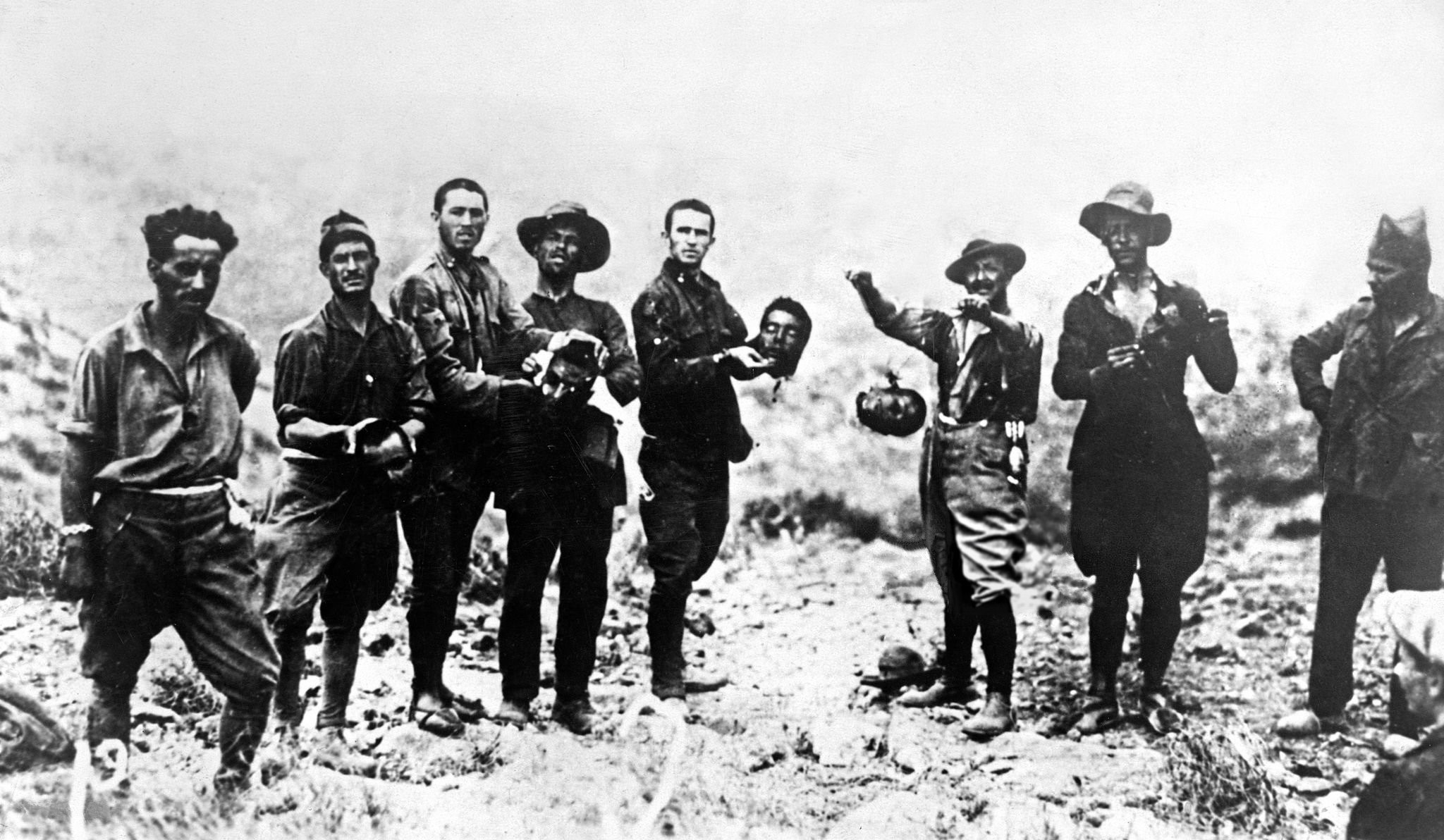
Légionnaires au Maroc, tenant les têtes de Marocains qu'ils ont capturés et décapités.

En 1920, le projet de Légion espagnole fut enfin accepté par le gouvernement espagnol, qui y voyait le meilleur moyen de faire la guerre en Afrique sans y envoyer de recrues espagnoles. Le Tercio d’Étrangers, comme ce corps se dénommait à l’origine, fut donc fondé le 28 janvier 1920 sur ordre du ministre de la Guerre José Villalba Riquelme. La Légion se distinguait par sa discipline de fer, la brutalité des châtiments infligés à la troupe et, sur le champ de bataille, par sa fonction de troupe de choc ; en contrepartie, en guise de soupape d’échappement, les abus commis par des légionnaires contre la population civile étaient traités avec indulgence, et le haut commandement tolérait les nombreuses irrégularités, tels que les charivaris quotidiens ou la prostitution dans les casernes (exercée par des femmes, des hommes et même par des mineurs). Les legionarias, cantinières et femmes à soldats (soldaduras) accompagnaient les troupes dans leurs opérations ; quelques-unes débarqueront à Al Hoceïma, d’autres seront dans les Asturies en 1934, et il y en aura qui parcourront toute l’Espagne pendant la guerre civile. La Légion se signalait aussi par les brutalités commises à l’encontre de l’ennemi vaincu ; les sévices physiques et la décapitation de prisonniers suivie de l’exhibition des têtes coupées comme trophées étaient régulièrement pratiqués. La duchesse de la Victoria, dame philanthrope qui avait organisé une équipe d’infirmières, reçut de la part de la Légion en guise de présent une corbeille de roses avec en son milieu deux têtes de maure tranchées. Lorsque le dictateur Primo de Rivera visita le Maroc en 1926, il fut horrifié par la vue d’un bataillon de la Légion, rassemblé pour un passage en revue, et arborant des têtes fichées sur les baïonnettes.
José Millán-Astray partageait avec Franco la même croyance dans la supériorité de la société militaire sur la société civile et avait tôt compris que Franco avait des qualités complémentaires des siennes. Compte tenu que Millán-Astray manquait de dons d’organisateur, il fut rapidement décidé que Franco, connu pour son habileté à dresser, organiser et discipliner les troupes, serait son collaborateur. Bien que le père de Carmen Polo eût cessé de s’opposer à des fiançailles officielles, Franco accepta sans barguigner ce poste et retourna en Afrique, au sein d’un corps où il pourrait exiger de ses hommes davantage encore que des Réguliers indigènes. Pour en faire des troupes d’élite, il fallait mater ces hommes, et Franco s’engagea avec bonheur dans cette tâche. Le 27 septembre 1920, Franco fut nommé chef de son premier bataillon (bandera) — la Légion étant en effet constituée de trois banderas ou bataillons — et le 10 octobre, les premiers légionnaires, au nombre de deux centaines, arrivèrent à Ceuta. Le même soir, les légionnaires terrorisaient la ville ; une prostituée et un chef de la garde furent assassinés, et les échauffourées subséquentes feront deux morts de plus. 
En peu de temps, le Tercio acquit la renommée d’être l’unité de combat la plus endurante et la mieux préparée de toute l’armée espagnole. Si les volontaires venaient de pays très différents, la grande majorité était des Espagnols. Millán-Astray avait élaboré à leur intention un code d’honneur spécial, le dénommé Crédo légionnaire, décalogue inspiré tout à la fois des traditions les plus exigeantes des tercios du XVIe siècle, des ordonnances militaires de Charles III, et du code des samouraïs japonais. Franco imposa à ses hommes une discipline implacable, les soumettant à un entraînement intensif afin de rompre les corps à l’effort, à la faim et à la soif, et leur forgeant un moral indestructible. Il sut se faire à la fois craindre, respecter et même aimer des légionnaires, parce qu’il connaissait chacun d’eux et s’efforçait d’être juste. Il se montrait impitoyable, appliquant sans états d’âme la loi du talion, autorisant les légionnaires à mutiler les Marocains qui tombaient entre leurs mains, parce qu’il avait vu à Nador et à Zélouan les cadavres de soldats espagnols atrocement mutilés. Il laissait ses hommes piller les douars, poursuivre et violer les femmes, donnait l’ordre d’incendier les villages, de ne pas faire de prisonniers. La violence, la cruauté, la médiocrité des affrontements étaient le lot quotidien de la vie militaire au Maroc. 
Franco raconte dans Diario de una bandera : 

« À midi, j’obtins l’autorisation du général d’aller punir les villages à partir desquels l’ennemi nous harcèle. À notre droite, le terrain descend de manière accidentée jusqu’à la plage, en bas on trouve une large bande de petits douars. Tandis qu’une section, ouvrant le feu sur les maisons, protège la manœuvre, une autre se glisse par un raccourci et, encerclant les villages, exécute les habitants à l’arme blanche. Les flammes s’élèvent des toits des maisons, les légionnaires poursuivent les habitants. »

Andrée Bachoud relève que « ces pratiques appartiennent à l’histoire coloniale avant d’être le fait d’un homme. Tout au plus ces méthodes peuvent-elles le caractériser comme membre d’un groupe clairement défini par l’histoire, mais ne le marquent nullement d’une monstruosité exceptionnelle ». Ce comportement préfigure la dureté et l’esprit de vengeance affichés par Franco pendant et après la Guerre civile. En même temps, il affirmait une autorité naturelle et des dons exceptionnels de meneur d’hommes.

### Le désastre d’Anoual (1921)
À la fin de la Première Guerre mondiale, l’Espagne craignait que la France, désormais affranchie du poids du conflit continental, ne reprenne ses projets d’expansion au détriment de l’Espagne. Pour parer à toute éventualité, le comte de Romanones décida d’occuper intégralement la zone impartie à l’Espagne par le traité de 1912. À cet effet, Alphonse XIII désigna pour commander à Melilla le général de division Manuel Fernández Silvestre, et l’Espagne travailla à mettre en place un réseau de fortins interconnectés pour contrôler le territoire. Ce dispositif supposait la présence de nombreuses troupes statiques, que devaient ravitailler d’interminables colonnes d’approvisionnement, y compris en eau potable. Dans la partie occidentale, Berenguer déployait ses troupes en consolidant ses positions à mesure qu’il avançait, au contraire de Silvestre, qui laissait ses postes d’avant-garde sans appui ni protection,. En outre, l’indigence matérielle et technique de l’armée s’était aggravée encore, et les hommes de troupe, mobilisés contre leur gré, étaient sans instruction militaire et totalement démotivés, à quoi s’ajoutait l’incurie sanitaire, alors qu’en face la capacité de résistance des Rifains s’était multipliée sous la direction d’Abdelkrim. Silvestre, qui ne cessait d’affirmer qu’il n’avait pas besoin de renforts, prit l’initiative d’ouvrir la route entre Melilla et Al Hoceïma (Alhucemas en espagnol).

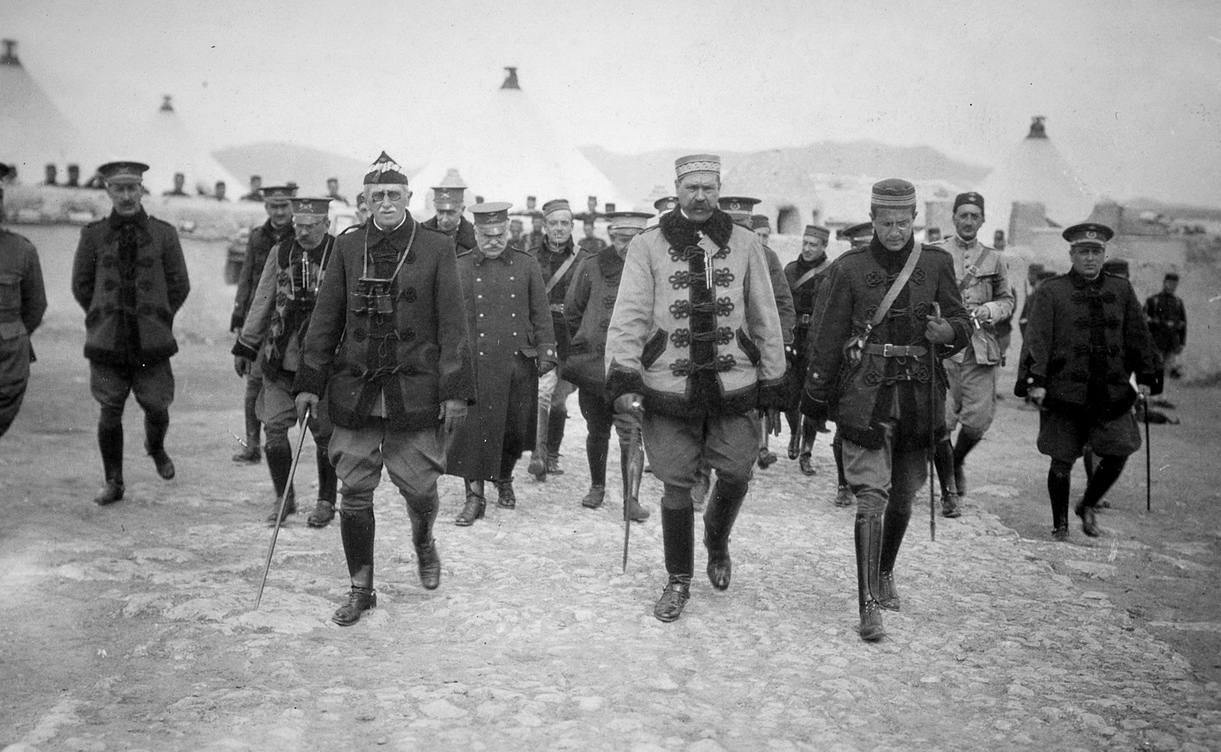
Le général Silvestre avec ses officiers près de Melilla le 6 février 1921.

Les attaques rifaines commencèrent le 1er juin 1921, plus violentes que jamais auparavant, et le 21 juillet, les positions espagnoles les plus avancées se mirent à tomber comme des dominos, forçant les Espagnols à reculer de plus de 150 kilomètres la frontière de la zone sous leur domination, jusqu’à Melilla. Dans la perspective de combats très durs, le commandement espagnol avait mis ses espoirs dans les Regulares et dans la police indigène, mais la quasi-totalité des effectifs indigènes de la zone orientale déserta, et passa dans le camp d’Abdelkrim. Le 16 juillet 1921, une colonne tomba en embuscade entre Anoual et Igueriben ; les renforts envoyés depuis Anoual arrivèrent trop tard et ne purent empêcher un premier carnage. Bientôt, la place d’Anoual elle-même fut assiégée ; la retraite, trop tardive, dégénéra en débandade. Plus de 14 000 hommes furent massacrés avec sauvagerie. Des renforts furent dépêchés de Ceuta, mais se heurtèrent à la résistance kabyle. Les Espagnols, assiégés à Al Aroui, finirent pas se rendre le 9 août, mais seront exterminés à leur tour.
Une des premières réactions du haut commandement fut de transférer une partie de la Légion vers la zone orientale alors en situation critique. Franco, qui se trouvait à la tête de sa bandera dans la région de Larache, fut réclamé d’urgence en renfort pour défendre Melilla sous le commandement de Millán-Astray. Le bataillon de Franco dut d’abord parcourir 50 km à marche forcée pour atteindre Tétouan, et plusieurs hommes moururent d’épuisement en cours de route ; ensuite, tous les hommes furent transportés en train puis en bateau jusqu’à Melilla, pour empêcher la ville d’être envahie et mise à sac. Une fois assurée la défense de la ville, les unités de la Légion se muèrent en fer de lance d’une contre-offensive limitée qui sur ordre de Berenguer fut lancée le 17 septembre, dans le but de reprendre les positions abandonnées. Le jour même, Millán-Astray, blessé au combat, céda à Franco le commandement, ce qui lui permit d’entrer victorieux dans Nador à la tête de la Légion,. Franco participa à la reconquête du territoire jusqu’en janvier 1922, avec la prise de Driouch. Il fut décoré de la médaille militaire et proposé au grade de lieutenant-colonel.
Entre-temps, ces désastres avaient embrasé la Métropole et éveillé une fureur vengeresse dirigée tour à tour contre les troupes d’Abdelkrim, contre les militaires incapables, et contre la monarchie. À l'inverse, la Légion récemment créée, ayant été la première force armée à débarquer à Melilla, à consolider la place et à récupérer quelques positions, acquit du prestige dans la Péninsule. En même temps, des comptes étaient demandés aux officiers jugés responsables, par leur impéritie, du désastre. Franco était persuadé que les francs-maçons espagnols étaient derrière ces critiques contre l’armée, qu’il considérait imméritées. De cette époque pourrait dater sa féroce hostilité à la franc-maçonnerie, dans laquelle il percevait une force extraordinairement occulte et dominante, en particulier dans les pays catholiques. De nouveau, Franco était venu à se trouver au centre d’un événement de grand retentissement, grâce auquel il rehaussa son propre prestige et devint un héros aux yeux de l’opinion publique.
Dans la zone orientale, il rencontra à quelques reprises son frère Ramón. Dans les campements militaires marocains, celui-ci se laisser aller à pratiquer le nudisme, se promenant sous le soleil sans autre pièce vestimentaire que le chapeau à larges bords fourni aux soldats par l’armée ; d’autres fois, il s’enveloppait d’une djellaba de bédouin. Au contraire de son frère, il se mit à l’arabe et en savait suffisamment pour donner des cours de cette langue à ses camarades officiers. Mais il ne tarda pas à se lasser de l’infanterie et sollicita de pouvoir entrer dans la petite force aérienne espagnole. Ayant été accepté, il devint bientôt un pilote expert des nouveaux hydravions, à bord desquels il survolait le territoire, en compagnie de son frère Paco, pour étudier le terrain et les positions ennemies à l’ouest de Melilla.

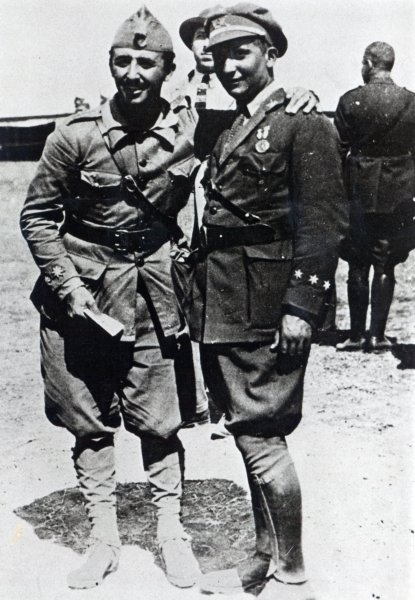
Francisco et Ramón Franco, Maroc, 1925.

Lors de ses différentes permissions, qu’il mit à profit pour se rendre à Oviedo et rendre visite à sa future femme, Franco était accueilli en héros et invité à des banquets et aux mondanités de l’aristocratie locale. Pour la première fois, la presse s’intéressait à lui : le 22 février 1922, le journal ABC faisait sa couverture avec la photo de l’« As de la Légion », et il était acclamé par les journaux comme un personnage de haut rang et comme héros national. En 1923, Alphonse XIII lui décerna une décoration en même temps que la distinction rare de « gentilhomme de chambre ». À Oviedo fut célébrée en mars une grande réception en son honneur. Le père de Carmen Polo avait fini par consentir au mariage de sa fille, dont la date fut fixée en juin. Une promotion au grade de lieutenant-colonel, proposée par José Sanjurjo, fut toutefois déclinée, l’enquête sur les événements d’Anoual étant encore en cours. En 1922 parut un livre signé de Franco — quoique derrière la signature pourrait se cacher le journaliste Julián Fernández Piñedo — et intitulé Diario de una Bandera (littér. Carnets d’un bataillon de la Légion), dans lequel il narre les événements vécus par lui à cette époque en Afrique.
Millán-Astray, à la suite de quelques déclarations où il réagissait avec désinvolture à la désignation d’une commission d’enquête chargée de cerner les responsabilités des déboires en Afrique — la dénommée commission Picasso, du nom de Juan Picasso, auteur du rapport final, et oncle du peintre Pablo Picasso —, fut destitué comme commandant de la Légion, et remplacé à son poste par le lieutenant-colonel Valenzuela, jusque-là à la tête d’une des banderas. Franco, dépité de ne pas s’être vu offrir le poste de chef de la Légion, au motif qu’il n’avait pas le grade requis, sollicita sa mutation vers la Péninsule, et fut à nouveau versé dans le régiment du Prince à Oviedo,. Mais après que Valenzuela eut été tué au combat le 5 juin 1923, Franco, successeur logique, fut proposé pour le remplacer. Une fois élevé au rang de lieutenant-colonel avec effet rétroactif, Franco fut donc désigné le 8 juin 1923, sur recommandation d’Alphonse XIII, commandant en chef de la Légion, ce qui impliquait son départ immédiat pour l’Afrique et l’ajournement de son mariage. Franco reprit donc le chemin pour le Maroc et y restera encore cinq mois, se vouant à réformer la Légion, avec des normes de conduite plus exigeants, en particulier pour les officiers. Ensuite, le 13 octobre 1923, il retourna à Oviedo, où ses épousailles furent célébrées le 22 octobre, véritable événement mondain,. Préalablement, il avait fait escale à Madrid pour demander au roi Alphonse XIII de bien vouloir être le parrain de son mariage ; le roi ayant accédé à cette requête, Francisco Franco et Carmen Polo purent faire le 22 octobre leur entrée dans l’église San Juan el Real d’Oviedo sous dais royal, accompagnés du gouverneur militaire en représentation du roi. À l’occasion de la cérémonie, un journal de Madrid publia un article intitulé Les Noces d’un héroïque caudillo, appellation que Franco se voyait alors attribuer pour la première fois,. Les frères Nicolás et Ramón, alors « en service », ne purent assister à la cérémonie, tandis que le père de Franco en fut sans doute délibérément écarté. Le jeune couple vécut une brève et modeste lune de miel dans la maison de campagne de la famille Polo aux environs d’Oviedo. En route vers leur nouvelle résidence à Melilla, les jeunes mariés firent escale à Madrid, pour y être reçus en audience spéciale par le couple royal.
Le 13 septembre 1923, un coup d’État inaugura la dictature de Primo de Rivera, envers laquelle Franco se montra circonspect, car il était notoire que le nouveau chef de l'État était favorable à ce que l’Espagne se retire du Maroc. Primo de Rivera confia à Franco la direction de la Revista de tropas coloniales, dont le premier numéro parut en janvier 1924. Franco y exposera sa conception de la guerre, selon laquelle il convenait d’éliminer l’adversaire, la négociation ou la politique ne pouvant avoir d’autre effet que de prolonger inutilement les affrontements. Il estimait que l’Espagne pratiquait au Maroc une politique erronée, faite de demi-mesures, très coûteuse en hommes et équipements, et préconisait une opération de grande envergure propre à établir un protectorat solide et à en finir avec Abdelkrim, qui s’était proclamé émir. L’Espagne ne contrôlait vraiment que la zone de Melilla et les villes de Ceuta, Larache, Tétouan et Chefchaouen.

### Ajustement de la politique marocaine et redéploiement militaire
Primo de Rivera s’était toujours opposé à la politique espagnole au Maroc et préconisait depuis 1909 l’abandon de ce Rif ingouvernable ; Franco au contraire estimait que la présence espagnole au Maroc faisait partie de la mission historique de l’Espagne et considérait, à l’encontre de l’attitude abandonniste de Primo de Rivera, la conservation du protectorat comme un objectif prioritaire et fondamental. Si Franco reconnaissait certes la nécessité d’un repli militaire momentané, ce ne pouvait être que dans le but de lancer ensuite une offensive définitive visant à occuper tout le Rif et à écraser pour de bon l’insurrection. En septembre 1924, il aurait, de concert avec Queipo de Llano, caressé l’idée de tenter un coup d’État contre Primo de Rivera, mais aurait finalement décidé de se tenir à la discipline militaire.

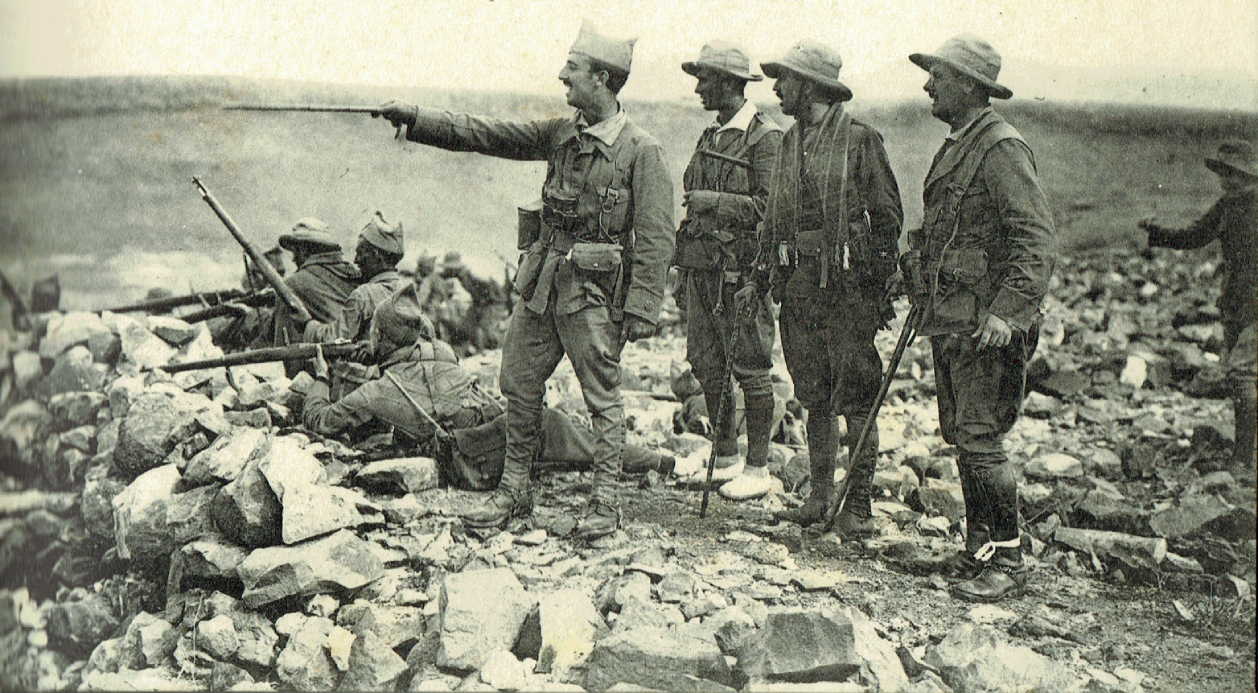
Franco à Ras Médoua, en compagnie de légionnaires, lors de la reconquête espagnole à l'automne 1921.

Entre-temps, Franco était occupé à des opérations de pacification. Abdelkrim, qui avait proclamé en 1921 la république du Rif et cherchait à donner une dimension internationale à sa revendication, ne cessa jusqu’en 1925 de harceler l’occupant espagnol, contraignant celui-ci à adopter une constante attitude défensive et à se terrer dans des casemates éparpillées. Franco, souvent chargé de missions difficiles à la tête de ses troupes aguerries, réussit le 22 août 1923 à libérer Tifarouine assiégée — opération certes mineure, mais qui rompait un cycle de défaites, et lui valut un nouveau renom.
Primo de Rivera aspirait à mettre fin aux opérations au Maroc, de préférence par la négociation, mais l’intransigeance d’Abdelkrim empêchait la signature de la paix envisagée. Abdelkrim en effet ne démordait pas de son objectif d’indépendance, déclina la proposition espagnole d’une autonomie interne, et installa une sorte de gouvernement en tentant de surmonter la désunion tribale. Début 1924, il commença à se rendre maître de la partie centrale du protectorat, et se mit ensuite à pénétrer dans la partie occidentale. Ces mouvements provoquèrent le revirement de Primo de Rivera, qui décida alors de mener à outrance le combat contre Abdelkrim, influencé en cela, non seulement par Franco et la plupart des officiers d’Afrique, mais aussi par la perspective d’une collaboration avec la France et par sa conviction qu’Abdelkrim incarnait une offensive islamo-bolchevique.
En juillet 1925, lorsque Primo de Rivera se rendit personnellement au Maroc pour expliquer son plan de repli stratégique, Franco accueillit Primo de Rivera avec ces mots : « Ce sol que nous foulons est un sol espagnol. […] Nous repoussons l’idée d’une retraite, persuadés que l’Espagne peut établir son autorité sur cette zone […] »,,,,. Primo de Rivera mit alors en œuvre une importante réorganisation du dispositif militaire, consistant à maintenir dans l’est, pour protéger les communications entre Tétouan, Tanger et la frontière française, une ligne d’occupation limitée, concomitamment à une retraite plus vaste dans l’ouest, en prévision d’une ultérieure contre-offensive espagnole. Dans ce schéma, il décida de regrouper ses troupes sur la côte et de dégarnir les multiples positions isolées dans l'arrière-pays. Les opérations commencèrent en août 1924, et Franco et ses légionnaires furent chargés de protéger les retraites successives de quelque 400 positions mineures, notamment d’Oued Laou, et surtout de mener à bien l’opération la plus complexe et la plus périlleuse, la retirada vers Tétouan de la ville de Chefchaouen assiégée depuis un mois, ce qui fut pour Franco une expérience triste et amère. Ses troupes, exposées aux attaques et aux embuscades continuelles des hommes d’Abdelkrim, accomplirent ces opérations, qui prirent plus d’un mois, avec ténacité et compétence, sans désordre ni panique,,. Le 7 février 1925, la bonne marche de la manœuvre lui apporta une nouvelle promotion, au grade de colonel,,.
La retraite de Chefchaouen fut le dernier épisode d’une politique attentiste, laquelle avait encouragé Abdelkrim à se livrer à de nouvelles attaques, à surestimer ses forces, et à présenter des revendications toujours plus ambitieuses, et à commettre l’erreur de lancer des raids sur les positions françaises en menaçant Fès dont il annonça l’occupation pour mai 1925, forgeant ainsi contre lui une collaboration franco-espagnole,. Les deux puissances européennes, représentées par Primo de Rivera et par le maréchal Pétain — qui avait obtenu le départ de Lyautey, hostile à une coopération avec l’Espagne — signèrent à Tétouan en juin 1925 un pacte de coopération militaire pour écraser une bonne fois la rébellion rifaine,. Franco assista à l’entrevue entre Pétain et Primo de Rivera, où finalement le plan espagnol fut retenu, celui-là même que Franco avait défendu devant le roi et Primo de Rivera, et à l’élaboration duquel il avait pris part. Il fut convenu qu’une armée française de 160 000 hommes ferait mouvement depuis le sud, tandis qu’un corps expéditionnaire espagnol attaquerait les rebelles depuis le nord. L’opération clef serait l’invasion amphibie de la baie d’Al Hoceïma, au cœur de la zone insurgée,.

### Guerre franco-espagnole du Rif et débarquement d’Al Hoceïma (1925)

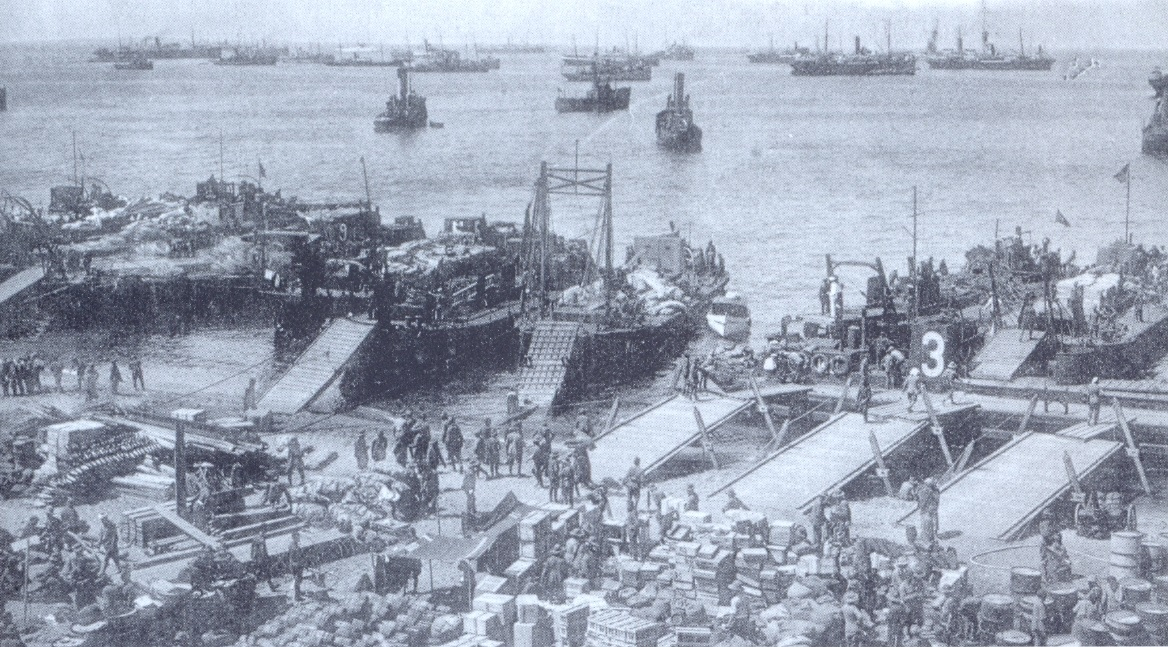
Débarquement d'Al Hoceima.

Primo de Rivera, après s’être nommé lui-même haut-commissaire au Maroc, prit ses quartiers à Tétouan, d’où il se proposait de surveiller l’opération dite du « débarquement d’Alhucemas », dirigée par le général Sanjurjo. Franco — avec la Légion, les Réguliers de Tétouan, et les harkas de Muñoz Grandes — était chargé d’arriver par la mer le 7 septembre 1925, puis de pousser l’offensive sur les montagnes côtières. Le plan avait de meilleures chances de succès car il bénéficiait du soutien logistique de la flotte française pendant le débarquement et de l’offensive terrestre des troupes françaises par le sud. Il s’agissait de la première opération conjointe des trois armes (terre, mer, air) menée avec succès au XXe siècle,. Avec perspicacité, le commandement espagnol décida de ne pas débarquer dans la baie elle-même, à coup sûr très fortement défendue, mais sur la pointe d’une presqu'île proche. De même que d’autres officiers de haut rang, Franco avait eu l’occasion auparavant d’étudier le champ d’opération à bord d’un hydravion piloté par son frère. À la tête de la force d’attaque initiale, il s’illustra une fois de plus par sa détermination : au mépris du commandement naval, qui avait donné ordre de se retirer, il insista à poursuivre l’opération malgré les mauvaises conditions de la mer, qui avaient fait chavirer quelques vaisseaux et envoyé plusieurs autres se fracasser sur les rochers. Comme les péniches de débarquement n’arrivaient pas à franchir les bancs de sable, il sauta avec ses hommes dans l’eau, continua à pied, et ne tarda pas à établir une tête de pont sur la terre ferme,,,. Au début, ses troupes ne se heurtèrent qu’à une faible opposition, cependant les unités durent se retrancher pendant plusieurs jours, car, en raison de la mer démontée, il ne fut pas possible dans un premier temps de débarquer toutes les troupes ni d’amener les équipements. Les 13 septembre, ils eurent à repousser diverses attaques, puis l’avancée définitive commença le 23, avec Franco au commandement d’une des cinq colonnes, et avec l’avant-garde du colonel Goded,. Ainsi, par une avancée progressive et constante, le cœur de l’insurrection fut atteint, pendant que dans le même temps, les forces françaises progressaient dans le sud, piégeant Abdelkrim entre deux feux. La campagne se poursuivit pendant sept mois, jusqu’à la reddition du chef rifain en mai 1926,.

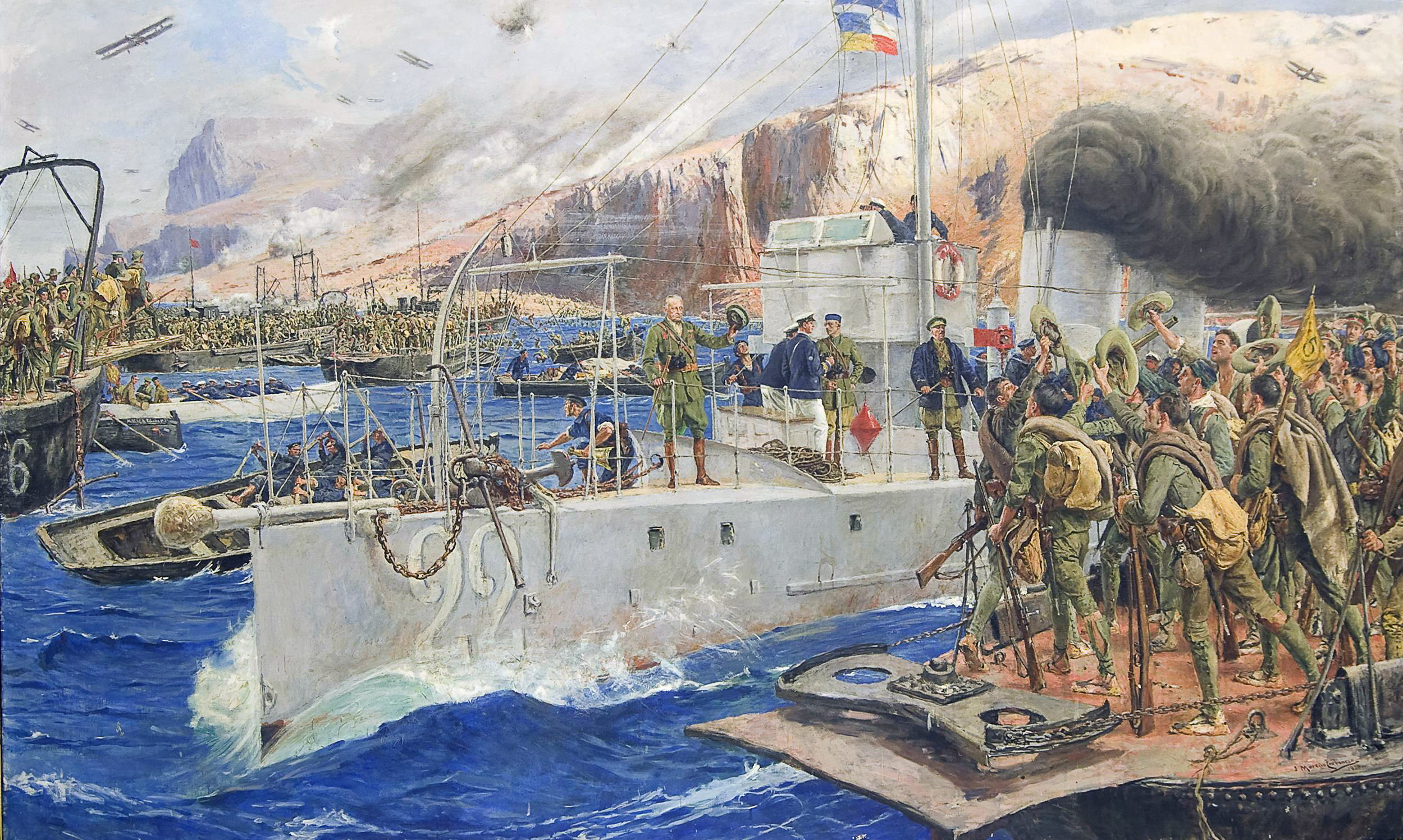
Le débarquement d’Al Hoceima, d’après une peinture de José Moreno Carbonero. Sont figurés sur ce tableau : Primo de Rivera (debout sur le pont, saluant), Sanjurjo (plus à droite, veste bleue) et la montagne Morro Nuevo (littér. Morne Neuf, à l'arrière-plan à droite).

Franco fut le seul chef à recevoir une mention spéciale dans le rapport officiel établi par son général de brigade. Sa bravoure et son efficacité lui valurent d’être cité à l’ordre de la nation. Promu général de brigade le 3 février 1926, à l’âge de 33 ans, il devint le plus jeune général d’Espagne et de toutes les armées d’Europe et la figure la plus connue de l’armée espagnole. Il fut ensuite nommé chef de la première brigade de la première division d’infanterie de Madrid, poste d’un haut prestige,,, et sera choisi pour accompagner le roi et la reine au cours de leur voyage officiel en Afrique en 1927. La France aussi lui rendra hommage en lui décernant la Légion d’honneur,, qui lui sera épinglée fin octobre 1930 à l’Académie de Saragosse par André Maginot, ministre français de la Guerre.
Pour Franco, la lutte en Afrique, plus particulièrement le débarquement d’Al Hoceïma, fut une expérience qu’il devait par la suite se rappeler avec nostalgie et qui deviendra son sujet de conversation favori pour le restant de sa vie. Si Franco était devenu un spécialiste éminent de la guerre contre-insurrectionnelle, il n’avait jamais commandé un effectif de plus de 10 000 hommes à la fois et n’avait aucune expérience dans le commandement plus complexe de forces numériquement supérieures ou dans le combat contre des adversaires de plus haut niveau technique et dotés d’armes modernes. La poignée de chars d’assaut utilisés durant sa dernière année au Maroc n’avait joué qu’un rôle insignifiant.

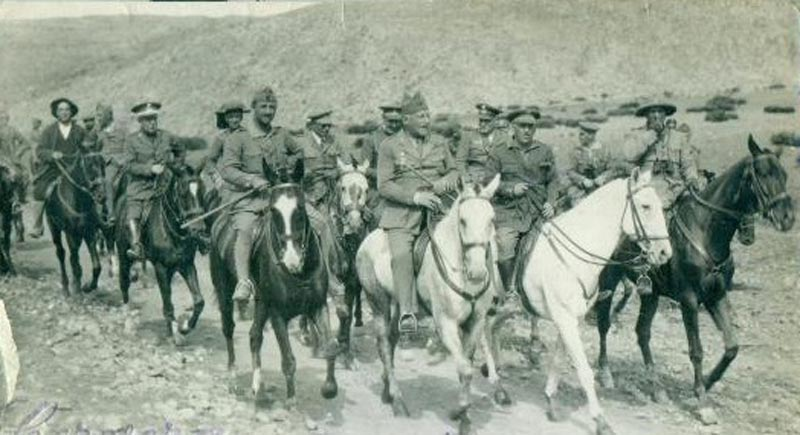
Franco, Primo de Rivera et Sanjurjo (de gauche à droite) à Al Hoceïma, en 1925.

Plus tard, à Madrid, puis à Saragosse, en 1928, il rédigea ses Réflexions politiques, où il esquisse un projet de développement du Protectorat qui tienne compte des réalités indigènes, soulignant l’intérêt de créer des fermes modèles, insistant sur les distributions de semences de céréales, sur l’amélioration des races de bétail, sur l’opportunité d’un crédit à bon marché, sur le soin à apporter dans le choix des administrateurs militaires, , etc.
Le jour où fut annoncé l’ascension de Francisco Franco au grade de général, son succès fut éclipsé par la spectaculaire couverture donnée par la presse nationale à son frère cadet Ramón, lui aussi accueilli en héros, comme le premier pilote espagnol ayant traversé l’Atlantique, à bord de l’hydravion Plus Ultra, en compagnie notamment du futur cofondateur de la Phalange, Julio Ruiz de Alda. Une commission fut mise sur pied à Ferrol en vue d’organiser divers événements d’hommage en l’honneur des deux frères, dont un jour chômé, un Te Deum, et le dévoilement d’une plaque sur le mur de leur maison natale,,. À cette époque, Franco se montrait beaucoup plus extraverti, parlait volontiers, racontait des anecdotes, faisant même preuve d’humour, assez loin du cynisme froid qu’il affichera plus tard.
Durant sa période en Afrique, Franco s’était joint au groupe africaniste de l’armée espagnole, groupe qui allait jouer plus tard un rôle de premier plan dans les diverses conspirations contre la République. Les africanistes s’étaient constitués en un groupe très soudé, gardaient continuellement le contact entre eux, et se soutenaient les uns les autres face aux officiers péninsulaires ; ils conspirèrent contre la République depuis ses débuts et, ultérieurement, furent à la tête du soulèvement à l’origine de la Guerre civile. Sanjurjo, Mola, Orgaz, Goded, Yagüe, Varela et Franco lui-même étaient de notables africanistes et les principaux promoteurs du coup d’État. Dès cette époque, Franco était conscient de sa destinée privilégiée :

« Depuis que l’on m’avait fait général à 33 ans, l’on m’avait placé sur la voie de grandes responsabilités pour le futur. »

— Francisco Franco, Apuntes autobiográficos.
.